# Fort van Breendonk

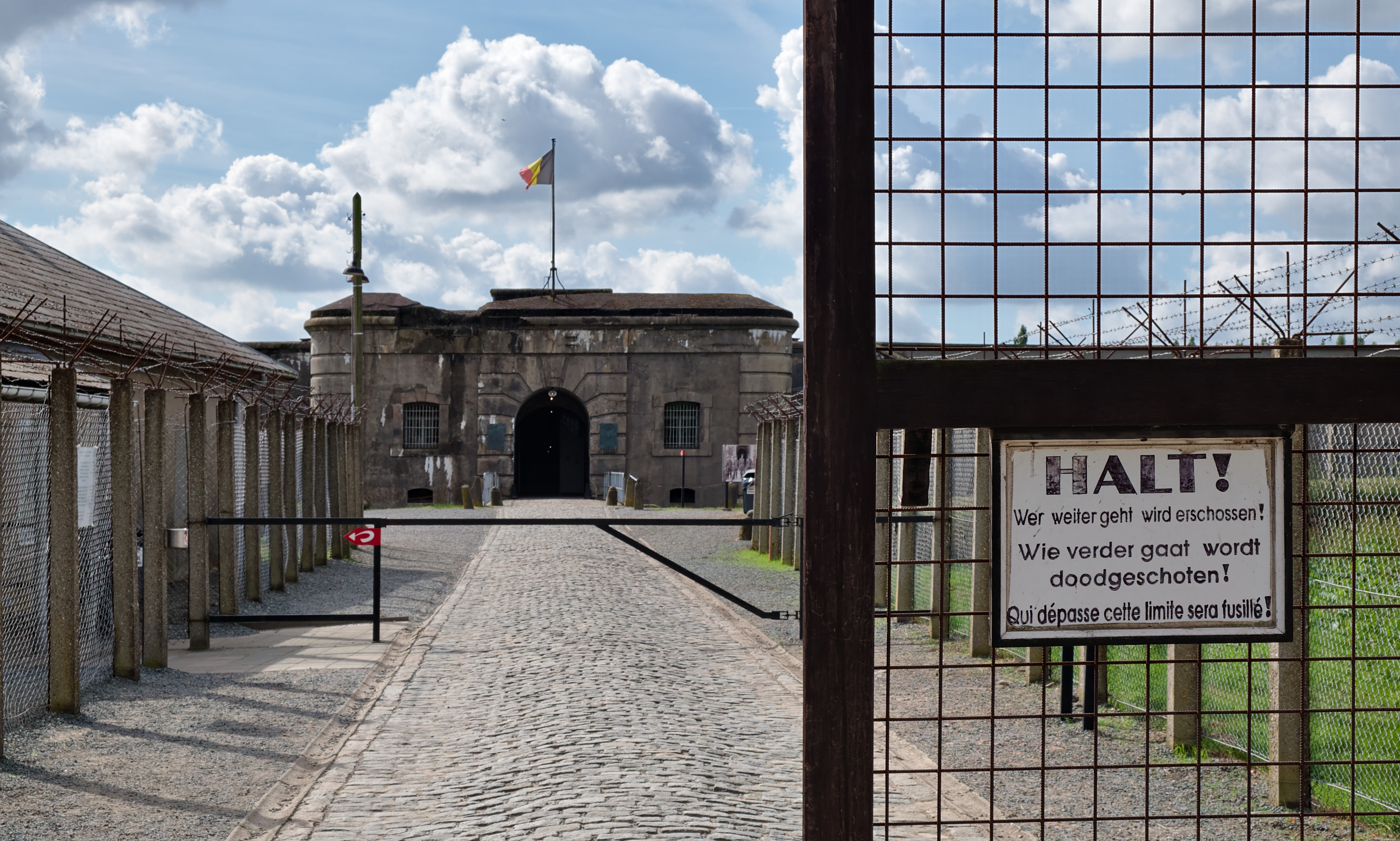
Toegang tot het fort

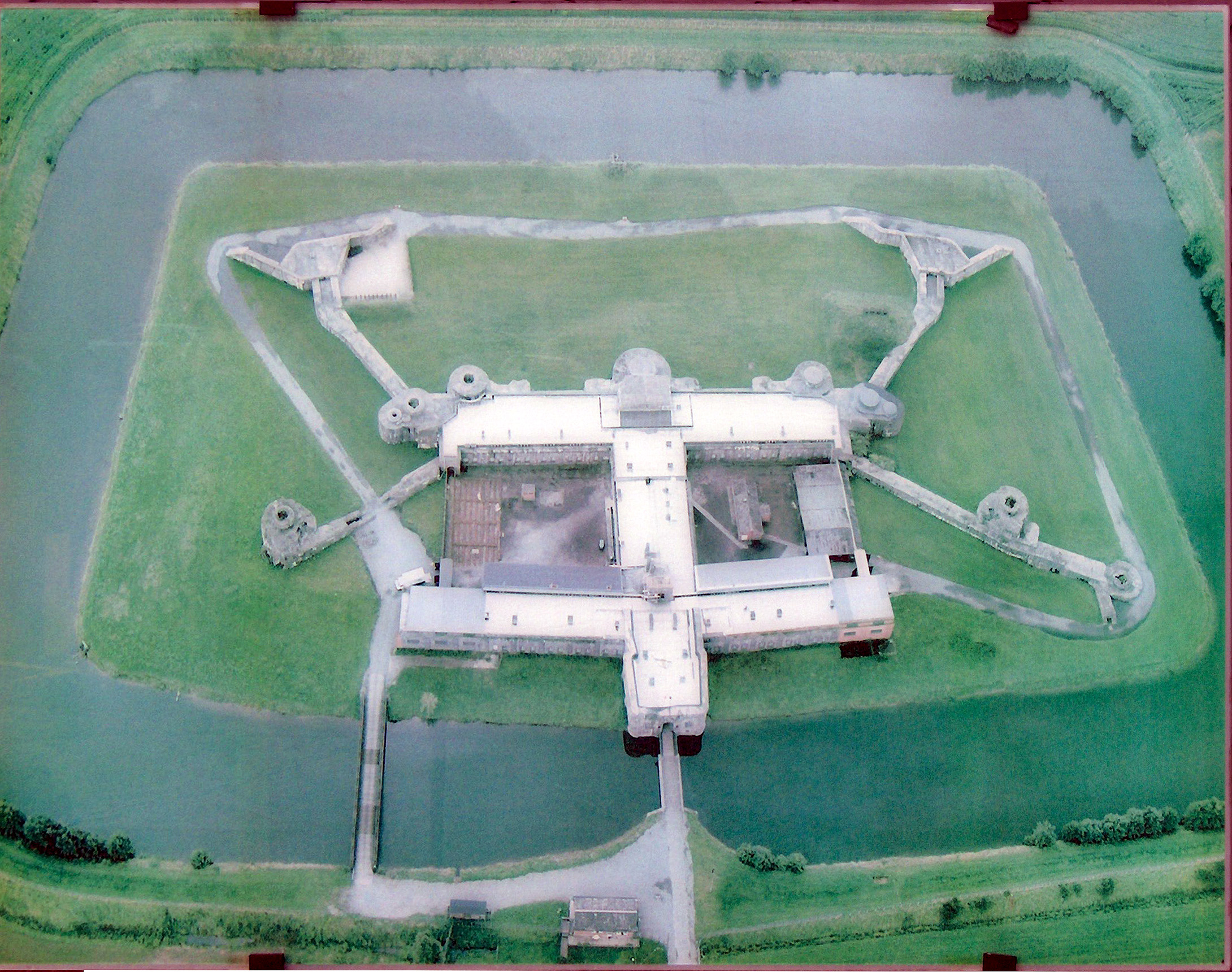
Luchtfoto

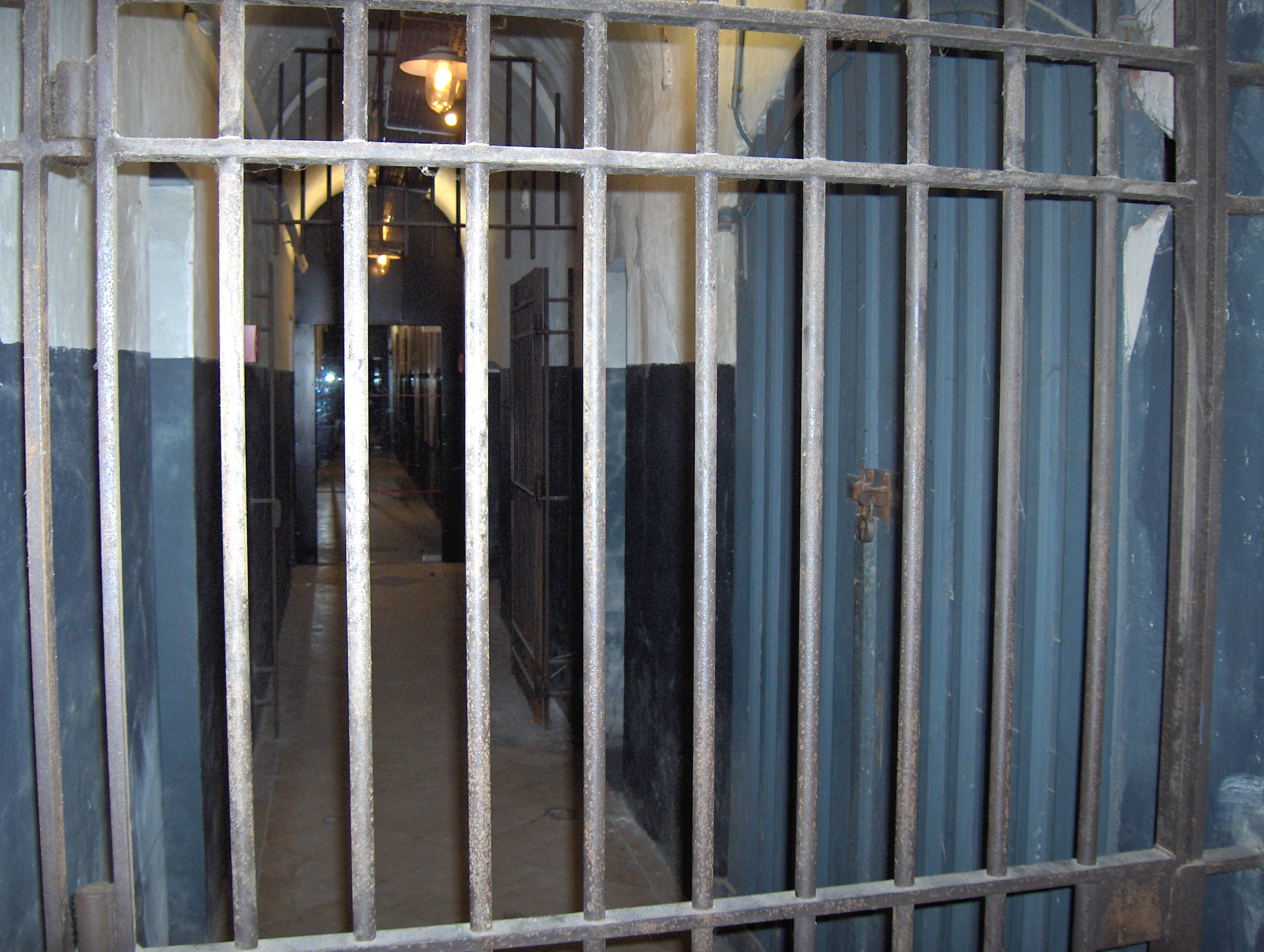
Getraliede gang

Breendonk is een Belgisch fort bij Willebroek, twintig kilometer ten zuiden van Antwerpen. Dit ingegraven bolwerk is in 1906-1913 gebouwd als onderdeel van de verdedigingsgordel rond Antwerpen. Tijdens de Tweede Wereldoorlog gebruikten de nazi's het vanaf september 1940 als "opvangkamp" voor dissidenten, verzetslieden, gijzelaars en Joden. Dit SS-Auffanglager werd bestuurd door leden van de SIPO-SD, onder wie verschillende Vlamingen. Ze organiseerden een sinister bewind van deprivatie en folterpraktijken, waartegen de omstandigheden in het Fort van Hoei nog gunstig afstaken. De geïnterneerden werden afgebeuld, uitgehongerd en willekeurig geslagen. Van de 3.590 gevangenen wier passage in Breendonk gedocumenteerd is, stierven er 303 ter plekke (inclusief executies), werden er 54 elders terechtgesteld en lieten er 1.741 naderhand het leven in concentratiekampen.
Na de Bevrijding werd Breendonk tot juni 1947 gebruikt als gevangenis voor collaborateurs. De berechtiging van de "beulen van Breendonk" in Mechelen was een blikvanger in de repressie en leidde tot dertien executies.
Sinds 1947 is de site omgevormd tot het Nationaal Gedenkteken Fort van Breendonk. Het is een van de best bewaarde kampen in Europa.

## Tot de Tweede Wereldoorlog

### De Antwerpse fortengordel
De beslissing tot de bouw van het Fort Breendonk werd genomen door de regering-De Smet de Naeyer, die forten rond Antwerpen wenste, later de Stelling van Antwerpen genoemd. Het werd op technische wijze aangeduid als "een fort van tweede orde met samengevoegde caponnières". In 1909 begon de bouw. Het werd een betonnen vesting met in elk der vier hoeken een lange caponnière, omgeven door een brede gracht (zie luchtfoto). De opgegraven aarde uit de gracht werd gebruikt om het beton te camoufleren. De werken liepen tot in 1914.

### 1913-1942
Een eerste contingent soldaten werd ingekwartierd in 1913. Tijdens de Eerste Wereldoorlog werd de fortengordel vanaf 28 september 1914 aangevallen door het Duitse leger onder leiding van generaal Hans Hartwig von Beseler. Koning Albert I verliet Antwerpen op 7 oktober, om zich met zijn leger terug te trekken achter de IJzer. Op 8 oktober gaf het fort zich over, nadat commandant Weyns na een Duits bombardement dodelijk gewond raakte. Tussen de wereldoorlogen werden er af en toe troepen ingekwartierd. Het fort werd een bezienswaardigheid voor de buurtbewoners. Aan de vooravond van de Tweede Wereldoorlog zag men in dat de oude fortengordel niet aan de moderne oorlogsvoering beantwoordde. Breendonk werd het hoofdkwartier van het Belgische leger en de plek waar de Koning bij oorlogsdreiging zou verblijven. Toen op 10 mei 1940 het Duitse leger het neutrale België binnenviel, vertrok Koning Leopold III naar het fort met zijn militaire raadgever generaal Raoul Van Overstraeten. Vanuit Breendonk sprak hij de Belgische bevolking toe en ontving hij de Engelse en Franse bevelhebbers. Toen de trots van het leger, het Fort Eben-Emael, op de eerste oorlogsdag viel en de Duitsers op 16 mei een doorbraak forceerden op de Fransen bij Sedan, besefte de Koning dat een Belgische capitulatie zou volgen. Dit in tegenstelling tot zijn ministers. Die bleven hopen. Het fort werd ontruimd en de Koning en het opperbevel verplaatsten zich naar het kasteel van Wijnendale.

## Het Auffanglager Breendonk

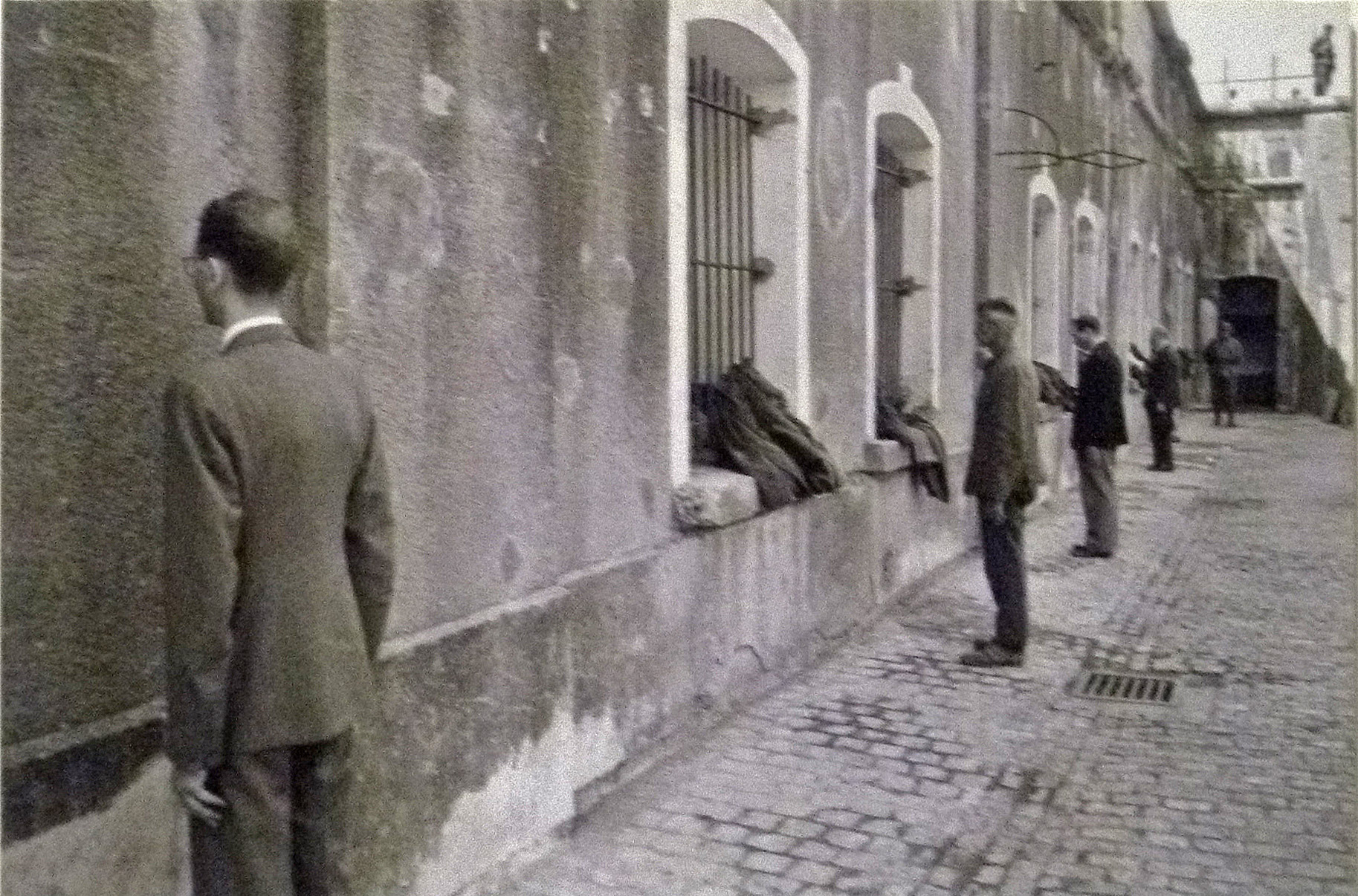
Pas aangekomen gevangenen moeten stilstaan gedurende registratie en het uitdelen van de kampkledij; wie bewoog werd zwaar mishandeld (13 juni 1941)

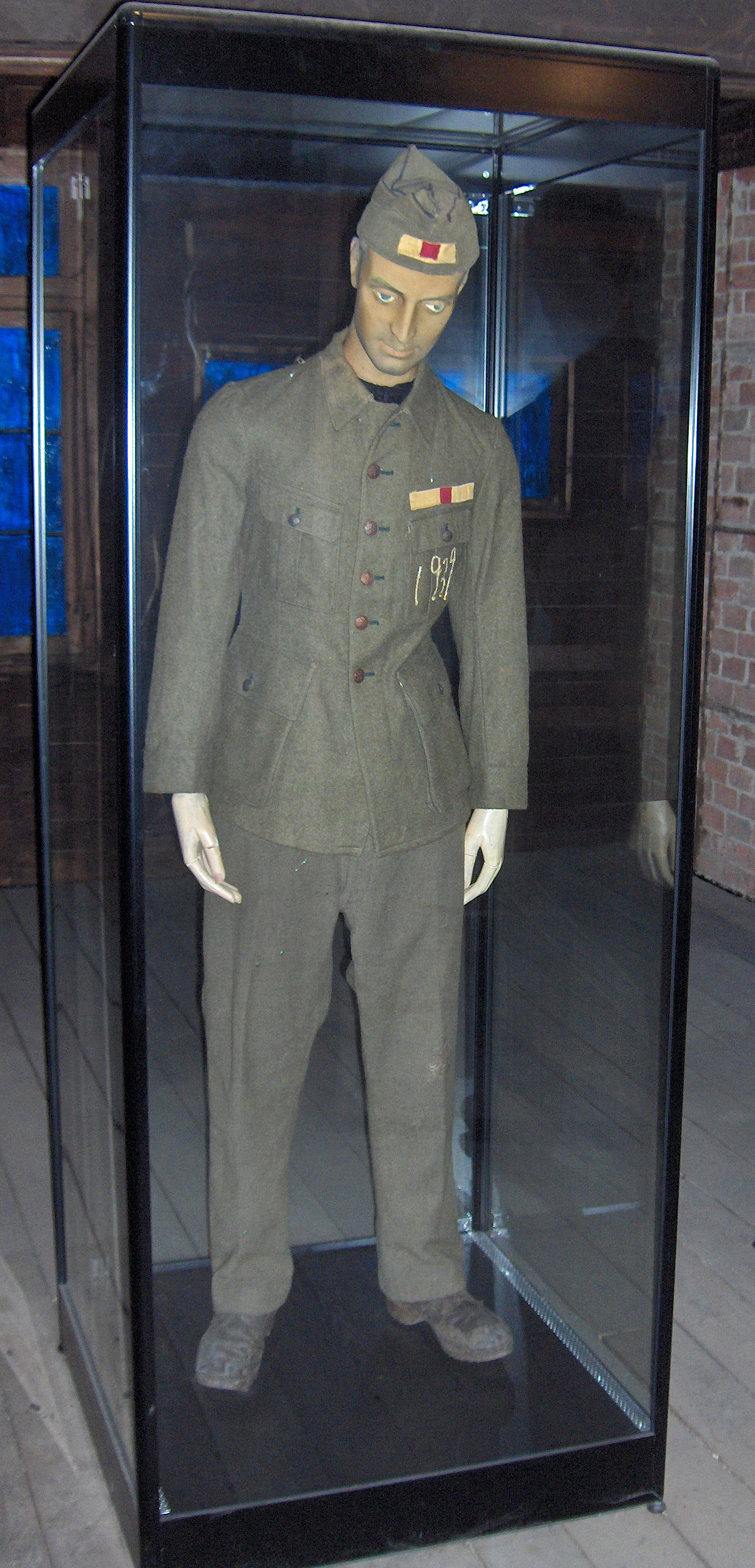
Joodse politieke gevangene
(geel lint met rood vierkant)

Na de bezetting van België door nazi-Duitsland werd Breendonk een gevangenkamp en doorgangskamp. Gevangenen verbleven er in afwachting van transport naar concentratiekampen in Duitsland, Oostenrijk en Polen. Breendonk was geen concentratiekamp, hoewel de levensomstandigheden er nauwelijks verschilden. Het fort van Breendonk was in België de laatste halte voor het vertrek naar Auschwitz en andere kampen. Het eerste transport vond plaats op 22 september 1941 en ging naar Neuengamme bij Hamburg.
Volgens een verklaring na de oorlog van de eerste kampcommandant Schmitt werd het bevel tot oprichting van dit SS-kamp gegeven door Karl Haselbacher, de leider van de Sipo-SD in België (de Duitse politieke politie en onderdeel van de SS) en door Müller, de Oberfeldcommandant van Brussel.
Het fort werd vanaf eind augustus 1940 als gevangenis ingericht. De bewaking bestond uit een klein aantal Wehrmacht-soldaten van een Landesschützenbataillon; oudere soldaten, ongeschikt voor het front. Zij werden ook ingezet op de werf en voor het uitvoeren van executies.
De Wehrmacht werd aangevuld met een klein Duits SS-garnizoen, vanaf september 1941 enkele Belgische SS-mannen en vanaf 1944 Roemeense en Hongaarse SS'ers.
Op 20 september 1940 kwamen de eerste gevangenen binnen, een Belg en drie Joden uit Centraal-Europa. In de eerste weken verbleven er maximum twintig gevangenen in het fort. Het aantal gevangenen varieerde gedurende het verder verloop van de oorlog tussen twintig en zeshonderd. Sommigen verbleven er slechts één dag, anderen doorleefden deze hel gedurende drie jaar. De gemiddelde tijd was ongeveer drie maanden. In totaal hebben er circa 3600 personen gevangengezeten, van wie 400 à 500 Joden.
Aanvankelijk werd Breendonk vooral gebruikt voor de opsluiting van overtreders van anti-joodse wetten, smokkelaars, zwarthandelaars of al wie door de Duitsers werd beschouwd als asociaal. In juni 1941 leidde de anticommunistische Operatie Sonnenwende tot een gevoelige verhoging van het aantal geïnterneerden. Vanaf 1942, toen de joodse gevangenen werden overgebracht naar de Dossinkazerne in Mechelen, werd het kamp vooral aangewend voor de opsluiting van verzetslieden, politieke gevangenen en gijzelaars.
In het kamp hebben in totaal zeker 3590 mensen gevangengezeten, hoewel nooit meer dan 660 tegelijk. Meer dan de helft van hen heeft de oorlog niet overleefd: 303 stierven ter plekke, ten gevolge van martelingen of door executie, 54 werden elders terechtgesteld en 1.741 overleden naderhand in concentratiekampen. Een bekende overlevende die jaren later (in 1966) zijn ervaringen als gemartelde gevangene in het fort beschreef, was Jean Améry.

### Kampleiding
In de eerste maanden waren er slechts vier SS'ers. De eerste kampcommandant was SS-Sturmbannführer Philipp Schmitt (september 1940 - november 1943). Hij zat vaak in zijn bureau maar was berucht om zijn hond Lump, afgericht om gevangenen te bijten. Na de oorlog werd Schmitt wegens oorlogsmisdaden ter dood veroordeeld. Zijn medewerker, de gewelddadige SS-Untersturmführer Arthur Prauss, zorgde voor de inrichting van het kamp en het dagelijks toezicht op de gevangenen. Schmitt werd opgevolgd door Karl Schönwetter (november 1943 - september 1944).
Beide kampcommandanten waren regelmatig afwezig: Schmitt had ook het bevel over het kamp in de Dossinkazerne in Mechelen en zijn opvolger Schönwetter was regelmatig ziek of verzuimde zijn taak. Gedurende die periodes werd het kamp bestuurd door hun plaatsvervangers. Deze plaatsvervangers waren SS-Hauptsturmführer Karl Lamotke (1895-1973), SS-Obersturmführer Johann Kantschuster (1897, vermist na 1945), SS-Hauptsturmführer Rudolf Steckman (1912, vermist na 1945 en officieel doodverklaard in 1956) en SS-Obersturmführer Gustav Kämper (1913 - ?).
Lamotke, Steckman en Kämper bleven nagenoeg onbekend bij de gevangenen en hielden zich gedeeltelijk op de achtergrond met kantoorwerk. De gewelddadige Kantschuster, die bijna steeds dronken was, werd na de oorlog beschuldigd van moorddadige activiteiten. Hij overtrof in wreedheid zelfs Arthur Prauss. Hij duwde onder andere een gevangene in een ketel kokend water. Hij schoot een joodse gevangene dood omdat de gesel waarmee die afgeranseld werd bleef haperen toen de man zijn gezicht probeerde te beschermen tegen de zweepslagen.

### Dagelijks leven

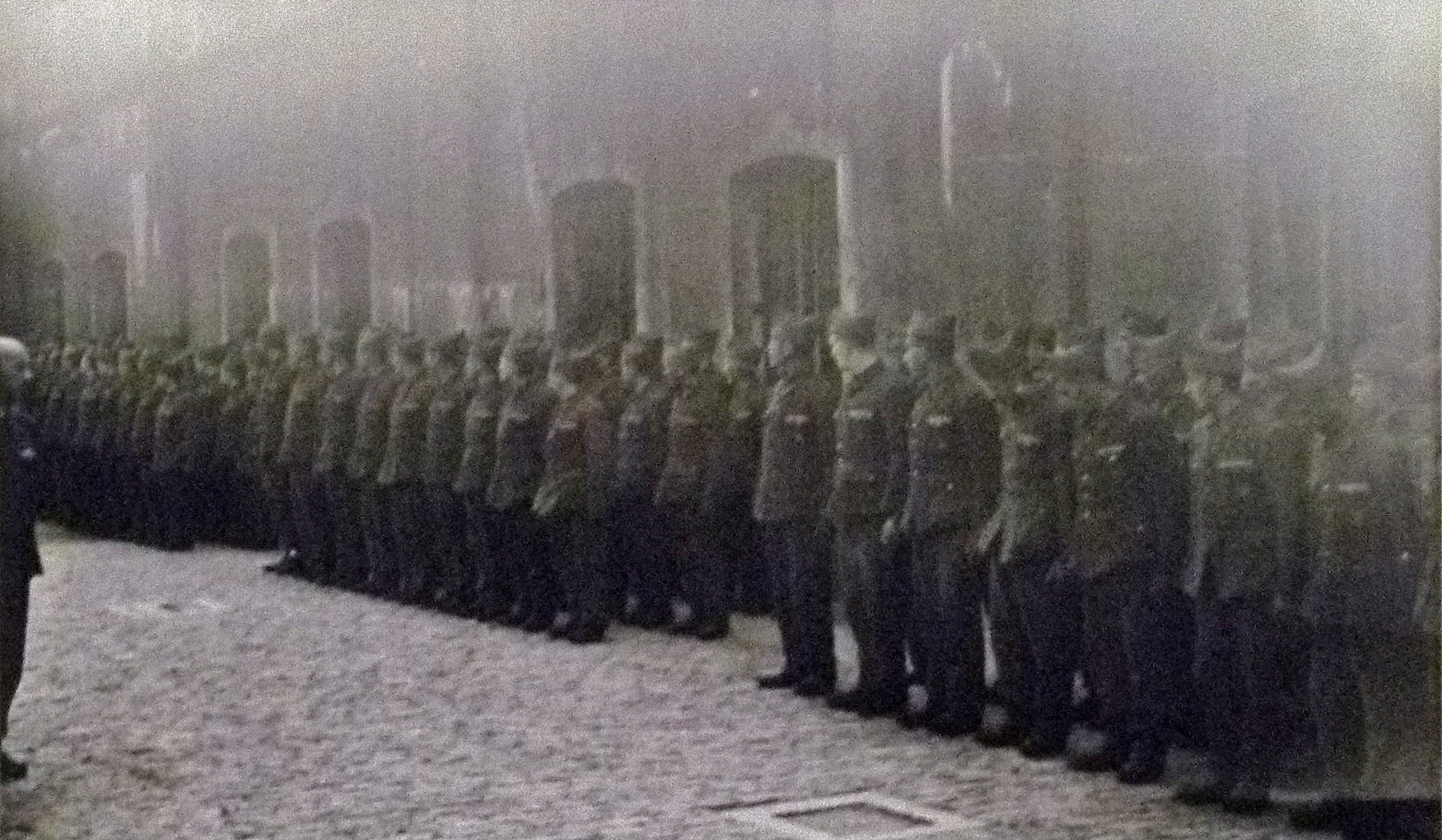
Gevangenen opgesteld voor het appel (13 juni 1941)

In het begin was het kampregime hard, maar toch nog enigszins te verduren. Het steeds hardere werktempo en de strengere discipline maken het gevangenschap potentieel dodelijk. Op 17 februari 1941 viel de eerste dode, Julius Nathan, een Joodse immigrant. De situatie verergerde nog na de inval van de Duitsers in de Sovjet-Unie op 22 juni 1941. Een aantal Russen en communisten werd opgepakt en in Breendonk opgesloten, waardoor de kampbevolking verdubbelde. Vanaf dit moment vielen er maandelijks doden door dwangarbeid, ondervoeding en zware mishandelingen.

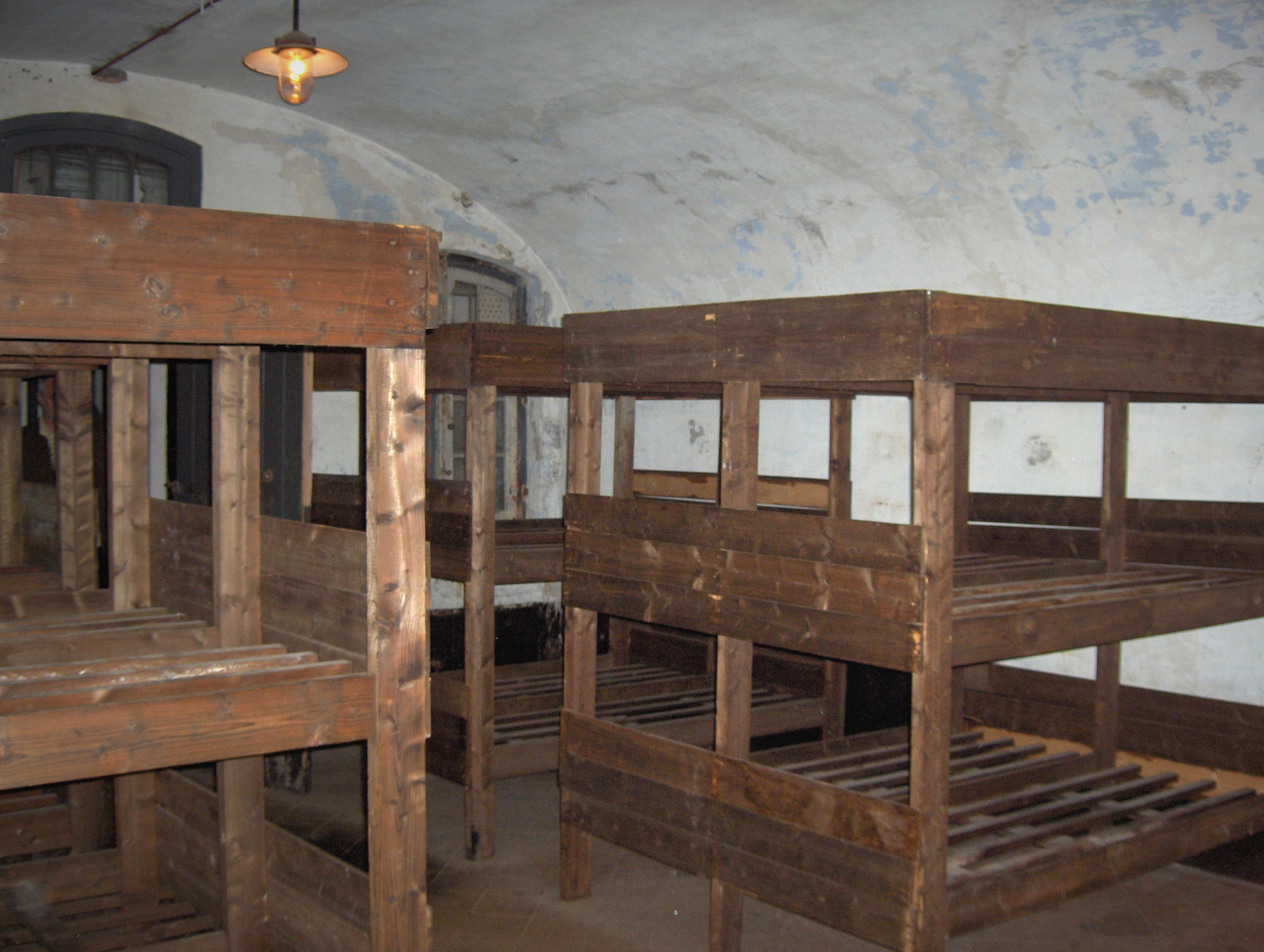
Kamer met twee rijen stapelbedden voor 48 personen

De gevangenen werden ondergebracht in betonnen kazematten, achtenveertig personen per kamer, verdeeld over twee rijen bedden met telkens drie bedden boven elkaar gestapeld. Deze kamers waren kil tot ijzig koud. Hoewel er een potkachel stond, brandde die bijna nooit. De ramen mochten nooit open. De aanwezigheid van zoveel mensen in een kleine ruimte zonder enige luchtverversing maakte de lucht zo vochtig dat er schimmel op de muren verscheen. Per kamer van 48 personen waren er twee emmers voor het toilet. Deze liepen elke nacht over. Deze emmers moesten bovendien dienen om de vloer schoon te maken. De stank was vreselijk.
De gevangenen sliepen per twee op een stromatras vol ongedierte. Elke morgen om halfzes (in sommige periodes om vier uur) was het appel aan bed. Dan kreeg men twee minuten om het bed op te maken. Indien de bewaker ook maar één oneffenheid kon ontdekken bij de "Bettenbau" kreeg de gevangene die dag geen eten. Vervolgens kregen de gevangenen twee minuten om zich te wassen (zonder zeep en zonder handdoek). Gedurende een inspectie of appel kon men steeds slagen verwachten.
De gevangenen werden op een hongerrantsoen geplaatst en kregen per dag 250 gram brood, vier koppen ersatz-koffie en een liter watersoep, gemaakt met rapen en bieten. Een dergelijk regime veroorzaakte diarree, die vaak dodelijk was voor deze verzwakte gevangenen. Een gevangene die zijn behoefte moest doen moest toestemming vragen aan de bewaker. Er kon toestemming verleend worden, maar evengoed kon dit geweigerd worden, gevolgd door een slag met de knuppel of de zweep.
Sommige gevangenen probeerden gras te eten toen de honger te sterk werd, maar werden hiervoor zwaar gestraft. De voedselpakketten die door het Rode Kruis werden opgezonden werden door de SS'ers voor de varkens geworpen, terwijl de gevangenen toekeken.
Daarbij moesten de gevangenen dwangarbeid verrichten. Om halfacht moesten de gevangenen in rijen van drie naar de arbeidsplaats marcheren, begeleid door SS'ers met de zweep in de hand. Dit waren leren zwepen, versterkt met staaldraad. De SS'ers vermaakten zich door een slachtoffer uit te kiezen en deze met de zweep af te ranselen, bij voorkeur op zweren (iedereen had zweren) of op de oren.
De eerste gevangenen moesten, onder toezicht van soldaten van de Wehrmacht, 250.000 à 300.000 m³ zand, aarde en gruis verplaatsen uitsluitend met handenarbeid, onder andere om ruimte te maken voor nieuwe barakken. Deze nieuwe barakken, de zogenaamde "jodenbarakken", moesten dienen om de grote toevloed aan gevangen Joden te kunnen opvangen. Verder was deze dwangarbeid totaal nutteloos en had het als enig doel de gevangenen af te beulen. De zwaksten moesten zware zakken vol aarde sjouwen, berm af, berm op. Deze zakken van dertig tot veertig kilo betekenden in feite een doodstraf voor deze gevangenen. Dit zware werk ging door tot halfzes. Daarna moest men vlug in het gelid gaan staan. Ging dit niet snel genoeg dan kregen deze uitgeputte gevangenen straffen. Zij moesten op de grond liggen met de spade in de hand, weer rechtop staan, weer gaan liggen, tot de bewakers voldoening hadden. Wie dit niet snel genoeg deed kreeg een steen naar het hoofd geworpen, of de bewakers schopten tegen het hoofd van de ongelukkige of sprongen op zijn rug. Wie deze omstandigheden overleefde werd als sterk beschouwd en werd naar Duitsland gedeporteerd.

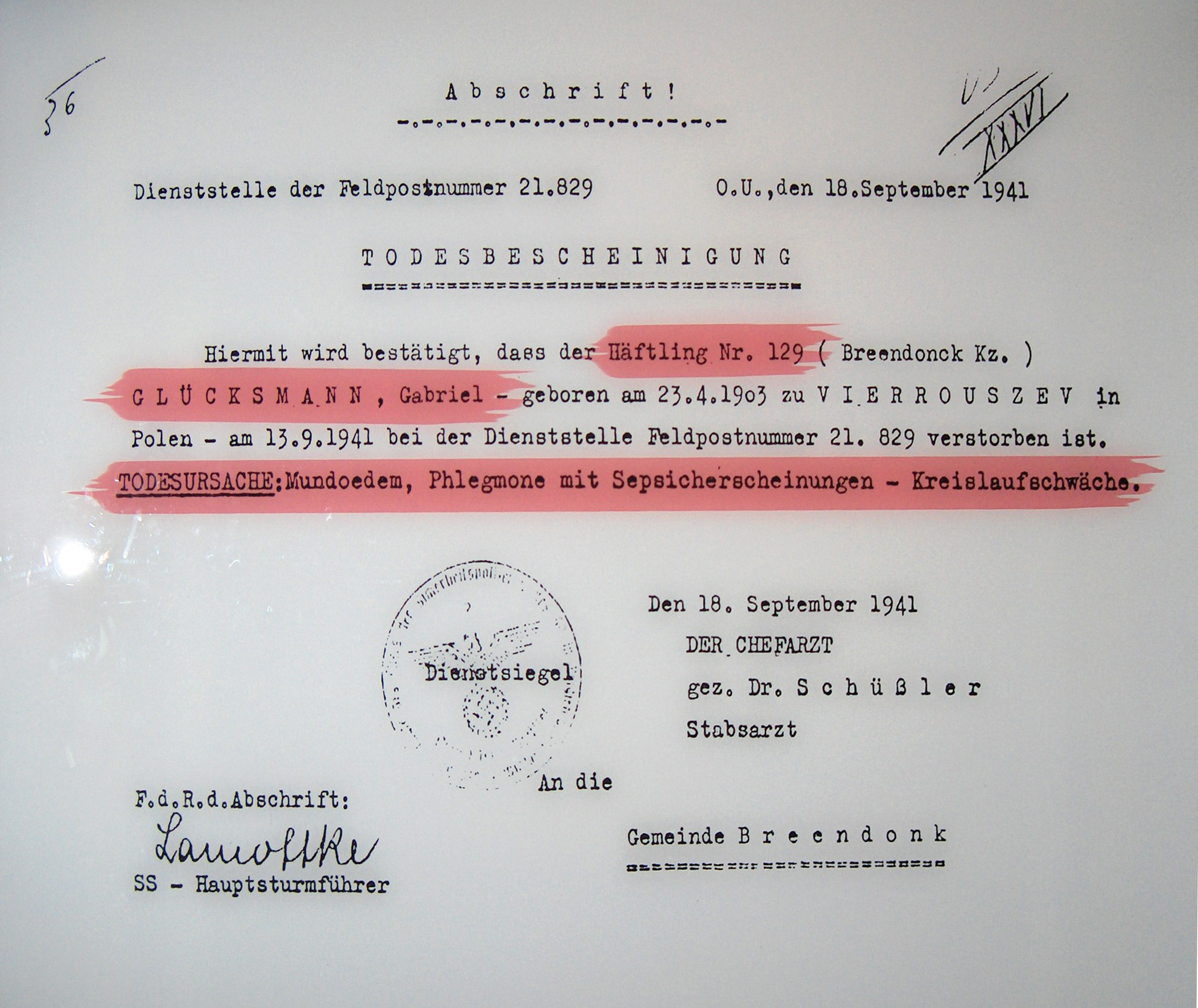
Doodsoorzaak door ... ziekte

### Medische zorg
De medische verzorging in het Revier (ziekenboeg) was minimaal. Er waren zo goed als geen geneesmiddelen en van de Duitse dokter of verplegers hoefde men geen goede wil te verwachten. De verplegers werden aangemaand door de kampcommandant om hard te zijn.
Om verzorgd te worden moest men toestemming vragen aan de bewakers. Volgens SS-Untersturmführer Prauss was men slechts ziek "als men met zijn hoofd onder zijn arm bij hem kwam". In het eerste jaar was het zelfs verboden ziek te zijn. Wie zich aanbood in het Revier werd brutaal weggestuurd, of kreeg slagen of schoppen.
Een lichte verbetering kwam er toen er gevangen dokters aangesteld werden in het Revier: de dokters Singer, Goethals, Casman, Leclercq, Simonart (hoogleraar aan de KU Leuven) Thys, Van Wien en Jodogne.
In een latere fase werden de zwaarst zieken op voorspraak van de Duitse arts Köchling doorgestuurd naar het militair hospitaal in Antwerpen of Brussel. Veertien gevangenen overleden in deze hospitalen. De doodsoorzaak was meestal hongeroedeem, difterie of tuberculose - alle veroorzaakt door ondervoeding, dwangarbeid en verzwakking van het weerstandsvermogen door slagen en verwondingen.

### Kameroversten

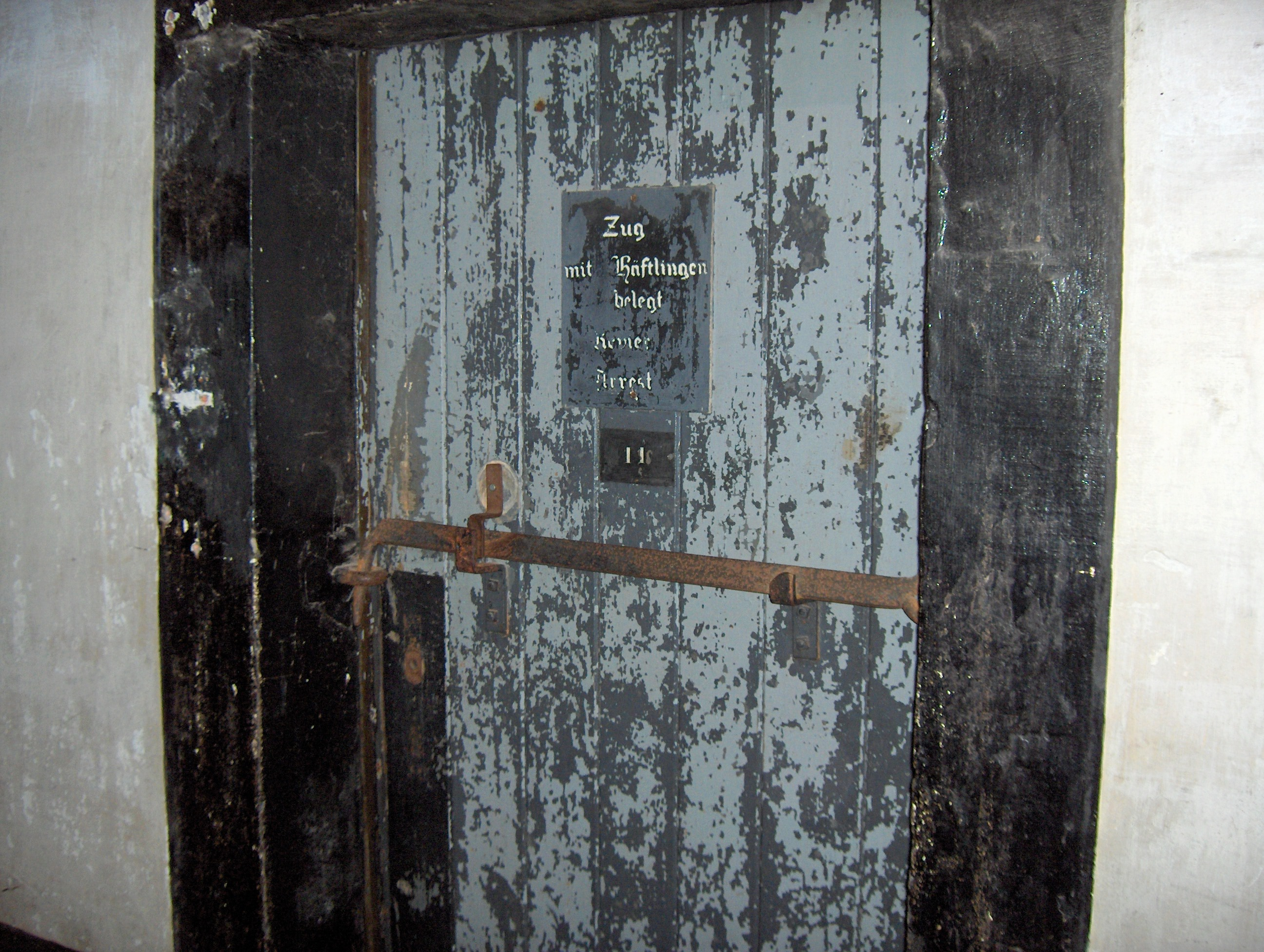
Kamerdeur

"Geen enkele maatregel van de SS is zo pervers als de delegatie van terreur aan andere gevangenen" (uitspraak van de Duitse historica Karin Orth).
Aan het hoofd van elke kamer werd een kameroverste (Zugführer) aangesteld. Deze was zelf een gevangene, die in feite tussen twee vuren kwam te zitten, enerzijds de SS, anderzijds zijn medegevangenen. Sommigen zouden hun kamergenoten zo veel mogelijk beschermen, maar een aantal beging zware misdaden. Willy Giersch, een Duitse communist die Duitsland ontvlucht was, was erom berucht zijn medegevangenen af te ranselen, al heeft hij niemand gedood.
Toen later meer en meer Joodse gevangenen binnengebracht werden werden ze afgescheiden van de "Ariërs" en kregen hun eigen kamers. Onder druk van de brute SS-Untersturmführer Arthur Prauss moesten joodse kameroversten nog harder optreden dan hun Arische tegenhangers. De kameroverste Walter Obler, een extreemlinkse Joodse politieke vluchteling uit Duitsland, werd zodanig berucht dat zelfs het militair hoofdbestuur (Militärverwaltung) in Brussel protesteerde. Obler werd in september 1943 zelf gedeporteerd naar een concentratiekamp, eerst naar Auschwitz en daarna naar Sachsenhausen, maar overleefde die. Hij werd na de oorlog veroordeeld wegens medeplichtigheid aan de moord op tien joodse gevangenen en werd op 12 april 1947 geëxecuteerd door een vuurpeloton.
Sally Lewin, een invalide Duitse jood, was even wreed als zijn voorbeeld Obler. Hij werd na de oorlog eveneens gefusilleerd, wegens medeplichtigheid aan moord op acht personen.
Leo Schmandt, een Berlijnse jood, 'beperkte' zich tot slagen en verwondingen. Hij werd veroordeeld tot vijftien jaar gevangenschap, maar kwam reeds in 1951 vrij.
Andere joodse kameroversten waren Erich Adler, Kurt Adler, Peter John, Kahn en Schiff. Zij waren wreed, maar toch minder hard voor hun medegevangenen. Schiff werd zelfs door Prauss als kameroverste afgezet omdat hij tegenwierp dat "de gevangenen onmogelijk nog harder konden werken".
Ook bij de Belgische kameroversten waren er spoedig enkelen zeer berucht. Valère De Vos (1916 - vermoord in Buchenwald door medegevangenen in 1944), een voormalige communistische militant die nog meegevochten had in de Spaanse burgeroorlog, werd kameroverste in november 1942. Hij was zo bruut dat hij bestempeld wordt als "het Breendonk in Breendonk". De Vos werd zelfs postuum ter dood veroordeeld op het proces van Mechelen.
René Hermans (1918-1947), een beroepsmilitair, werd in september 1942 kameroverste van de Brusselse postmannen, die gearresteerd waren na sabotage bij de bestelling van Duitse brieven. Hij werd spoedig een verklikker, die zijn kamergenoten uitvroeg. Hij werd verantwoordelijk gesteld voor de dood van vijf gevangenen. Hermans werd in november 1942 gedeporteerd naar Mauthausen, waar hij eveneens kapo werd. Hij kwam voor het vuurpeloton in 1947.
Fernand Daumerie, een verzetsstrijder uit de streek rond Charleroi, was slechts enkele maanden kameroverste in de eerste maanden van 1943. In die korte tijd veroorzaakt hij de dood van ten minste twee gevangenen door uitputtende slavenarbeid. Hij werd op 23 april 1943 vrijgelaten, en werd twee dagen na de bevrijding in 1944 gearresteerd. Daumerie werd ter dood veroordeeld en als eerste terechtgesteld.
Hendrik Borm, een oud-Spanjestrijder, smokkelaar en ritselaar, was een beetje een apart figuur. Hij had zich aangesloten bij de Organisation Todt, maar viel in het oosten van Duitsland in ongenade bij deze organisatie. Borm werd gearresteerd, zat enige tijd in Duitsland gevangen en kwam uiteindelijk via een Ausserkommando van Dachau in Breendonk terecht. Bij zijn kamergenoten stond hij bekend als dief van het weinige brood dat zij hadden. Zwaardere beschuldigingen, zoals verklikking en het slaan van kamergenoten, konden echter voor het gerecht niet worden bewezen. Hij werd uiteindelijk vrijgesproken door de rechtbank.

### Foltering

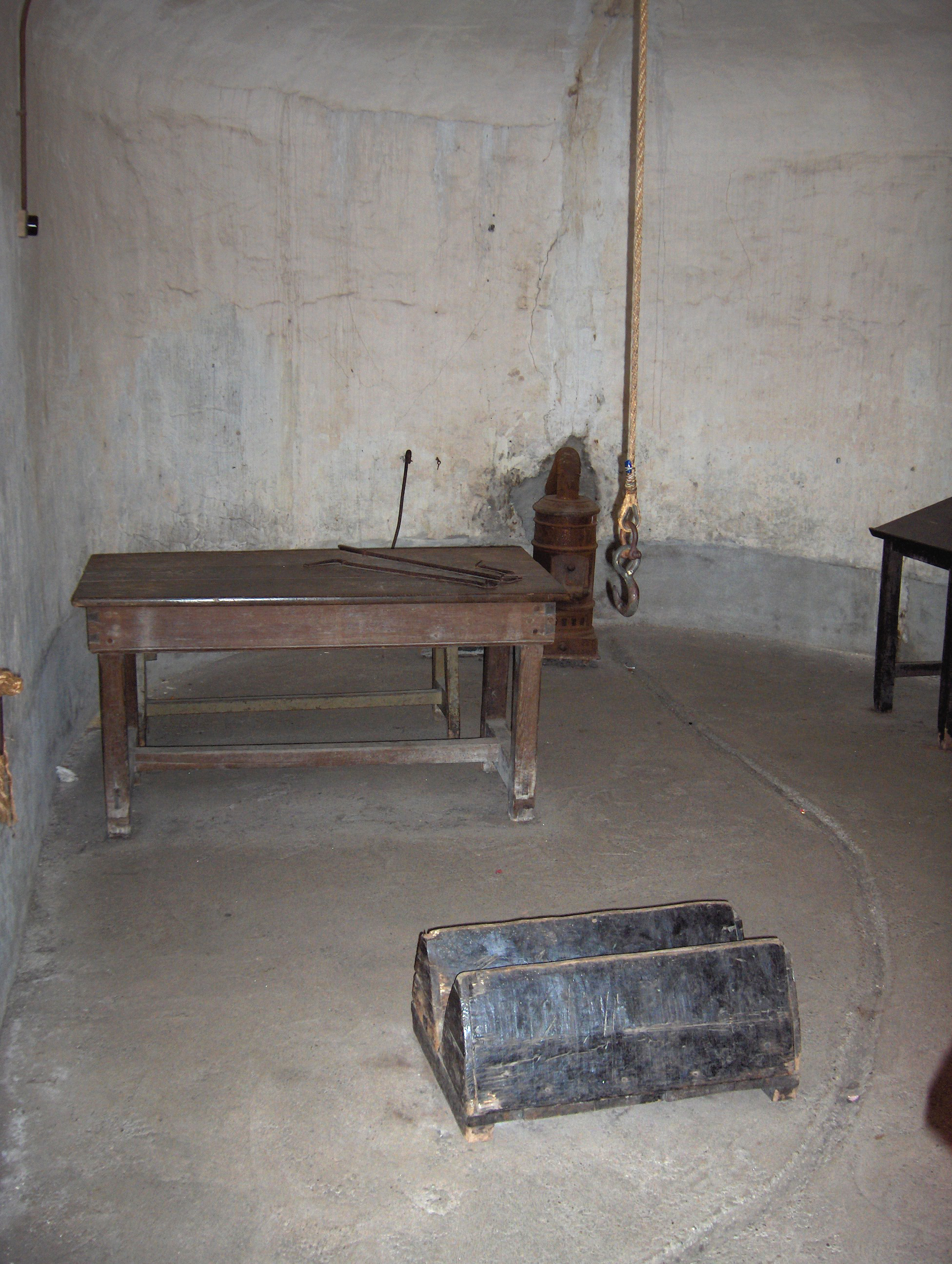
Folterkamer

Foltering was een systematische praktijk in Breendonk en een belangrijke doodsoorzaak. Een derde van de ongeveer 300 personen die binnen de muren overleden, stierven door ontbering of foltering. De beruchte verhoorkamer was een plaats van angst voor iedereen.
Voordat de "arrestant" (gevangene) naar de verhoorkamer ging werd deze in een isoleercel geplaatst. Deze gevangenen waren meestal verzetslieden. Er werden voor hen twee kazematten omgebouwd tot cellenblokken met aan elke kant acht kleine isoleercellen met witgekalkte muren. Overdag moesten de gevangenen in het halfduister rechtop blijven staan. Het was verboden tegen de witgekalkte muren te leunen. Wie op zijn plunje sporen van kalk vertoonde werd afgeranseld. Deze opsluiting varieerde van één dag tot verschillende maanden.
De verhoorders waren leden van de Gestapo, die uit de verschillende hoofdkwartieren (Gent, Antwerpen, Brussel, Luik en Charleroi) van de Sipo-SD kwamen. Hun verhoren vonden soms plaats in aanwezigheid van SS'ers van Breendonk. In de "bunker" (zoals de verhoorkamer genoemd werd) schreef de verhoorder de antwoorden op van de politieke gevangene of verzetsstrijder.

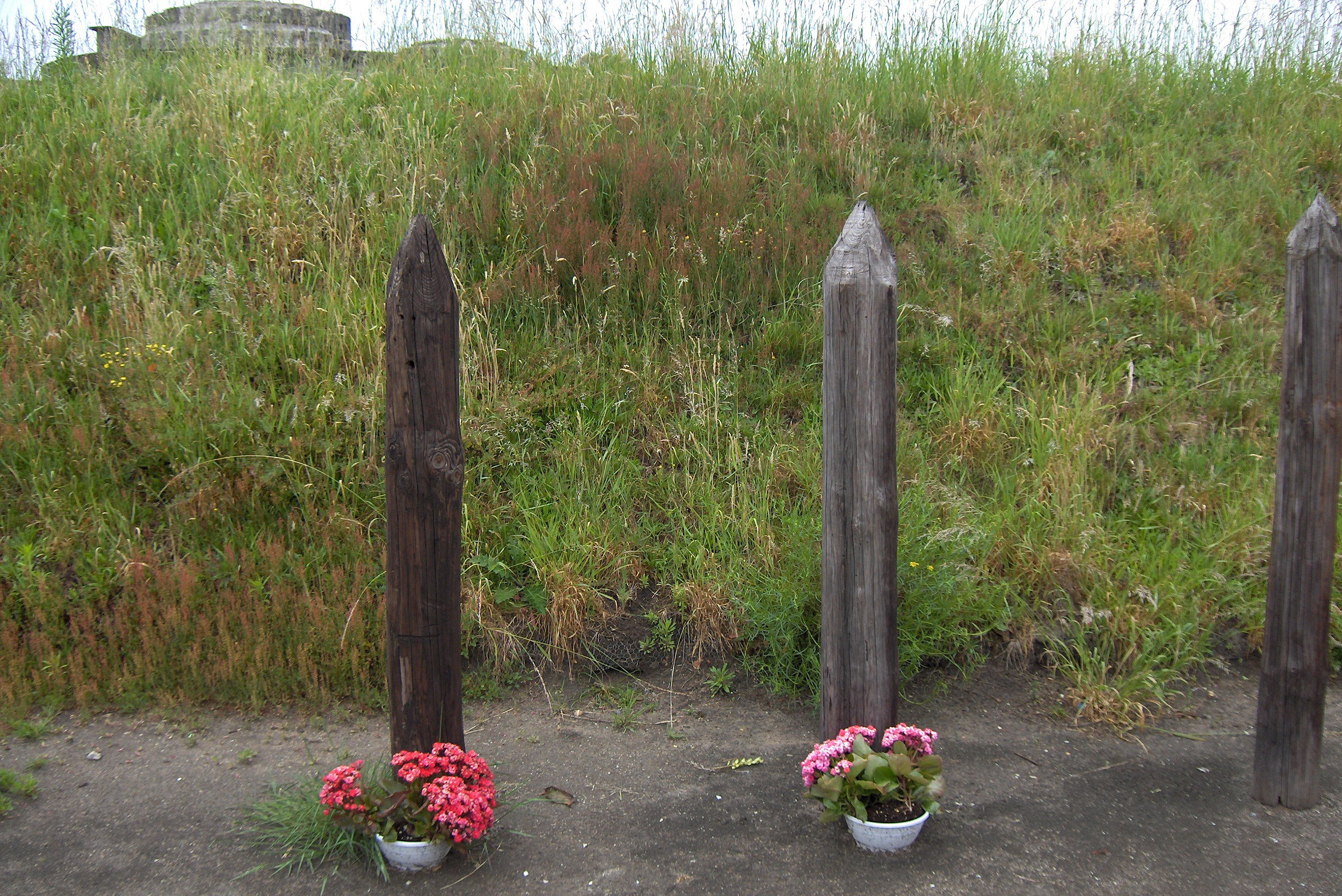
Executieplaats

Wie niet genoeg meewerkte aan dit verhoor werd voor een "verscherpt verhoor" gezonden naar de folterkamer. Gedurende augustus of september 1942 had men op bevel van Ehlers, hoofd van de Sipo-SD in Brussel, een voormalig kruitmagazijn ingericht als folterkamer. In de folterkamer stond een lessenaar met erop een revolver, een blad papier voor de bekentenis en ijzeren poken. Er was een takel bevestigd aan het plafond. Erover hing een dikke touw met een vleeshaak. Onder de takel stonden twee grote houten wiggen.
De gevangene werd de armen op de rug gebonden. De vleeshaak werd bevestigd tussen de koorden. Vervolgens werd hij omhoog getrokken met de takel zodanig dat hij in horizontale positie kwam te liggen. Het duurde niet lang of de bovenarm sprong uit de gewrichtsholte en de spieren in het gewricht scheurden. Bij deze onverdraaglijke pijn kwam dan nog een regen van slagen met de bullenpees. Dan werd hij losgelaten en viel hij met zijn borstkas en lichaam op de driehoekige, langwerpige houten wiggen. Deze bewerking werd herhaald tot de gevangene in zwijm viel, waarna men een emmer koud water over zijn hoofd uitwierp. Men gebruikte ook duimschroeven en vingerklemmen, hoofdklemmen met ijzeren bollen, elektrocutie op de genitaliën, brandende sigarettenpeuken of roodgloeiende ijzeren poken.

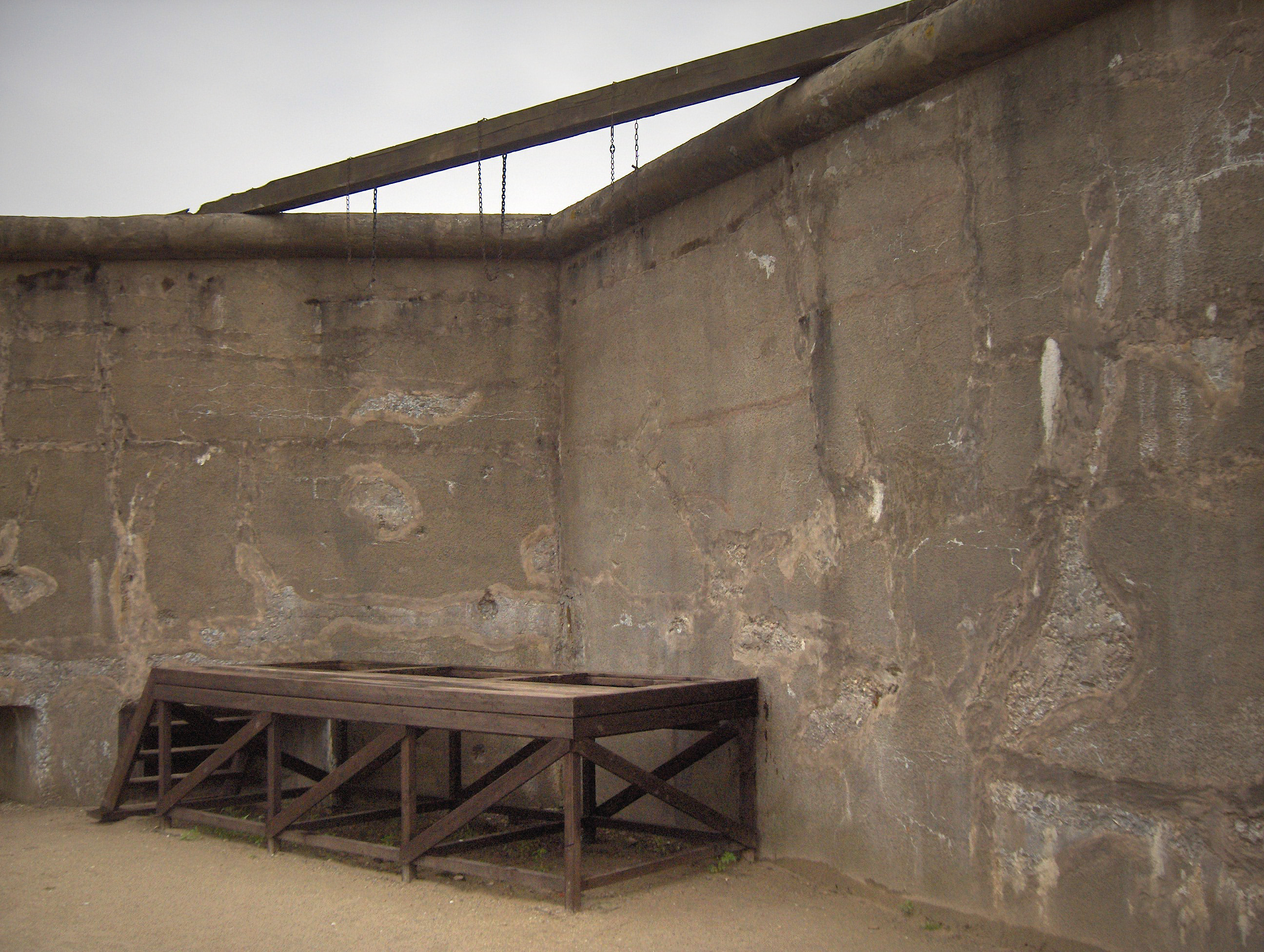
Galg (reconstructie)

De goot die in de folterkamer liep was niet zozeer voor het bloed, maar voor de urine die het slachtoffer verloor, doordat de sluitspieren verlamden. Ook bij stokslagen werd het slachtoffer over een ronde bank gebonden, met de voeten in voetblokken. Dan kreeg het slachtoffer stokslagen op het achterwerk, zodanig dat men moest wateren, doordat de sluitspieren, voor een tijd, gevoelloos werden. De pijn was onbeschrijfelijk. Deze foltertuigen werden vernield voor de bevrijding. De blokken die thans in Breendonk tentoongesteld worden zijn reconstructies aan de hand van getuigenissen van gevangengenomen SS'ers.
De nieuwe kampcommandant Schönwetter maakte eind 1943 een einde aan de medewerking van de SS'ers van Breendonk aan deze folteringen, nadat een SS'er, na een zuippartij, een gevangene was vergeten die nog aan de katrol hing. De gevangene werd de volgende dag dood aangetroffen.
De SS-kantine deed tevens dienst als rechtszaal. De vonnissen werden onmiddellijk uitgevoerd aan de executiepaal of door ophanging: 184 gevangenen werden gefusilleerd en 23 werden opgehangen. De eerste executies vonden op 27 november 1942 plaats, als represaille voor aanslagen op collaborerende burgemeesters. Op 11 april 1944 worden er 24 Limburgse verzetsstrijders geëxecuteerd door de SS, waarvan 21 mijnwerkers.

### Belgische SS'ers: de beulen
In september 1941 arriveerde een eerste contingent Vlaamse SS'ers. Zij kregen van Prauss de opdracht om te zorgen voor meer tucht en discipline. In 1943 werd hun aantal versterkt met meerdere Vlaamse SS'ers uit de Wachgruppe van de SD. Deze laatste zorgden, samen met de Wehrmacht, voor de wacht rond het kamp. In totaal hebben er negentien Vlaamse SS'ers kortere of langere tijd verbleven in het kamp.
Een beruchte bewaker in Breendonk was de Antwerpenaar Fernand Wyss. Hij bekende na de oorlog ten minste zestien gevangenen te hebben doodgeslagen of vermoord. Zijn kompaan was Richard De Bodt, een sluiswachter en rexist. In Breendonk had De Bodt dezelfde functie als Wyss vanaf augustus 1942 tot de bevrijding. De Bodt was even bruut en onmenselijk als Wyss. Zij gingen onderling weddenschappen aan wie de meest buitenissige martelingen kon bedenken. De Bodt sloeg een gevangene dood om een weddenschap te winnen met een fles cognac als inzet. Hij had er plezier in om de handen van de gevangenen vast te binden op de rug terwijl ze al likkend hun bord moesten leegeten.

### Bevrijding
Geconfronteerd met de geallieerde opmars, beslisten de Duitsers Breendonk te evacueren en de gevangenen op transport te zetten naar andere kampen. Het fort werd een eerste maal volledig ontruimd op 6 mei 1944. Kort daarop werden er opnieuw een aantal verzetslieden gevangengezet. De dag na het vertrek van het laatste konvooi op 30 augustus 1944 maakten de bewakers zich uit de voeten. De gevangenen werden vervoerd naar het Nederlandse Kamp Vught en van daaruit overgebracht naar diverse concentratiekampen (Natzweiler, Neuengamme, Ravensbrück, Stutthof, Theresienstadt). De Britse bevrijders, geleid door de uit Duitsland afkomstige Charles Arnold-Baker, troffen op 4 september 1944 een leeg kamp aan. Het lot van de weggevoerde gevangenen bleef voor hun naasten meestal nog een jaar onzeker, tot na de definitieve Duitse nederlaag.

## Breendonk II

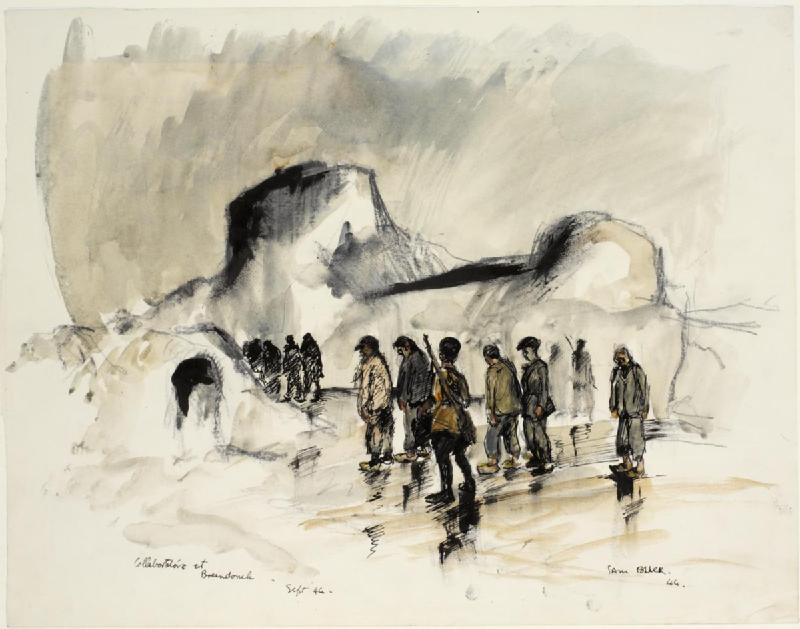
Belgische collaborateurs onder bewaking in Breendonk na de Bevrijding

Na de bevrijding werd het fort enkele jaren gebruikt om collaborateurs en incivieken op te sluiten, in totaal ongeveer 750. Vanwege een machtsvacuüm was Breendonk ruim een maand in handen van verzetsgroepen zoals het Geheim Leger en de Belgische Nationale Beweging, met als overste Leopold De Meester. In deze periode was de Tweede Wereldoorlog nog volop aan de gang en werd Antwerpen bestookt met vergeldingswapens. De wraakgevoelens onder de bevolking waren groot.
De gevangenen werden overgelaten aan de grillen van de bewakers. Er werd geslagen, geschopt en vernederd. Op een bewaard filmfragment is te zien hoe Jeanne Hoekmans, met haar bijnaam "tante Jeanne", een vrouw kaalscheert, een hakenkruis aanbrengt op haar borst en haar dwingt in een lijkkist plaats te nemen. Later zou Hoekmans tot drieënhalf jaar gevangenisstraf worden veroordeeld wegens collaboratie met de Duitsers.
De toestand in Breendonk II botste op kritiek. Bij een bezoek op 12 september betreurde oud-gevangene Paul Lévy de behandeling die hij zag. Toen ook de Britten begonnen te spreken over 'shocking excesses' en parlementairen als Alfons Vranckx bezwaar aantekenden, werd het fort op bevel van de minister van Justitie op 11 oktober ontruimd. De gevangenen werden naar de Dossinkazerne overgebracht, voortaan onder het wettelijk gezag van de Belgische staat. Van december 1944 tot juni 1947 was Breendonk II opnieuw een interneringscentrum, vooral voor collaborateurs die werden verdacht van verklikking.

## Vervolging van de bewakers
Op 5 maart 1946 begon het proces "Wyss en consorten" tegen de beulen van Breendonk: veertien Vlaamse SS'ers, zes slaapzaalbewakers en drie hulpkrachten. Onder de 23 aangeklaagden in het Stadhuis van Mechelen stonden er twee, Richard De Bodt en Valère De Vos, terecht bij verstek. De Krijgsraad vonniste op 7 mei 1946 zestien doodstraffen, zes vrijheidsstraffen en één vrijspraak. De executies vonden plaats op 12 april 1947. Het waren er twaalf, aangezien twee veroordeelden genade kregen, De Bodt nog voortvluchtig was en De Vos ondertussen in Buchenwald was gedood.
Met kampcommandant Philipp Schmitt stond in 1949 een 24e persoon terecht voor misdaden begaan in Breendonk. De Krijgsraad te Antwerpen gaf hem de doodstraf. Zijn verdediging dat hij enkel aan heropvoeding had gedaan, was niet bevorderlijk voor zijn zaak. Na afwijzing van zijn hoger beroep, cassatieberoep en genadeverzoek werd hij op 8 augustus 1950 geëxecuteerd in Hoboken. Anders verging het De Bodt, die onder een valse naam in het Franse leger was ondergedoken. Zijn uitlevering in 1951 vond plaats kort na de beslissing geen doodstraffen meer uit te voeren. De publieke verontwaardiging hierover was groot. Een comité geleid door oud-gevangene van Breendonk Jean Nysthoven eiste het ontslag van minister Joseph Pholien, wat ook gehonoreerd werd. De Bodt bracht de rest van zijn leven door in de gevangenis van Sint-Gillis.
In de eindbalans zijn dertien beulen van Breendonk geëxecuteerd: Fernand Wyss, Felix Brusselaers, Jan Pellemanns, Guillaume Hermans, Eugène Raes, Frans Carlier, Marcel De Saffel, Adolphus Lampaert, Petrus Van Praet, Lewin Sally, Walter Obler, Georges Vermeulen en Philipp Schmitt.
Behalve Schmitt en de Duits-Joodse kameroversten zijn er geen Duitsers veroordeeld voor de wandaden in Breendonk. Naar Karl Schönwetter werd in 1968 dan toch een Duits onderzoek geopend, maar in 1975 werd hij buiten vervolging gesteld.

## Ex-gevangenen

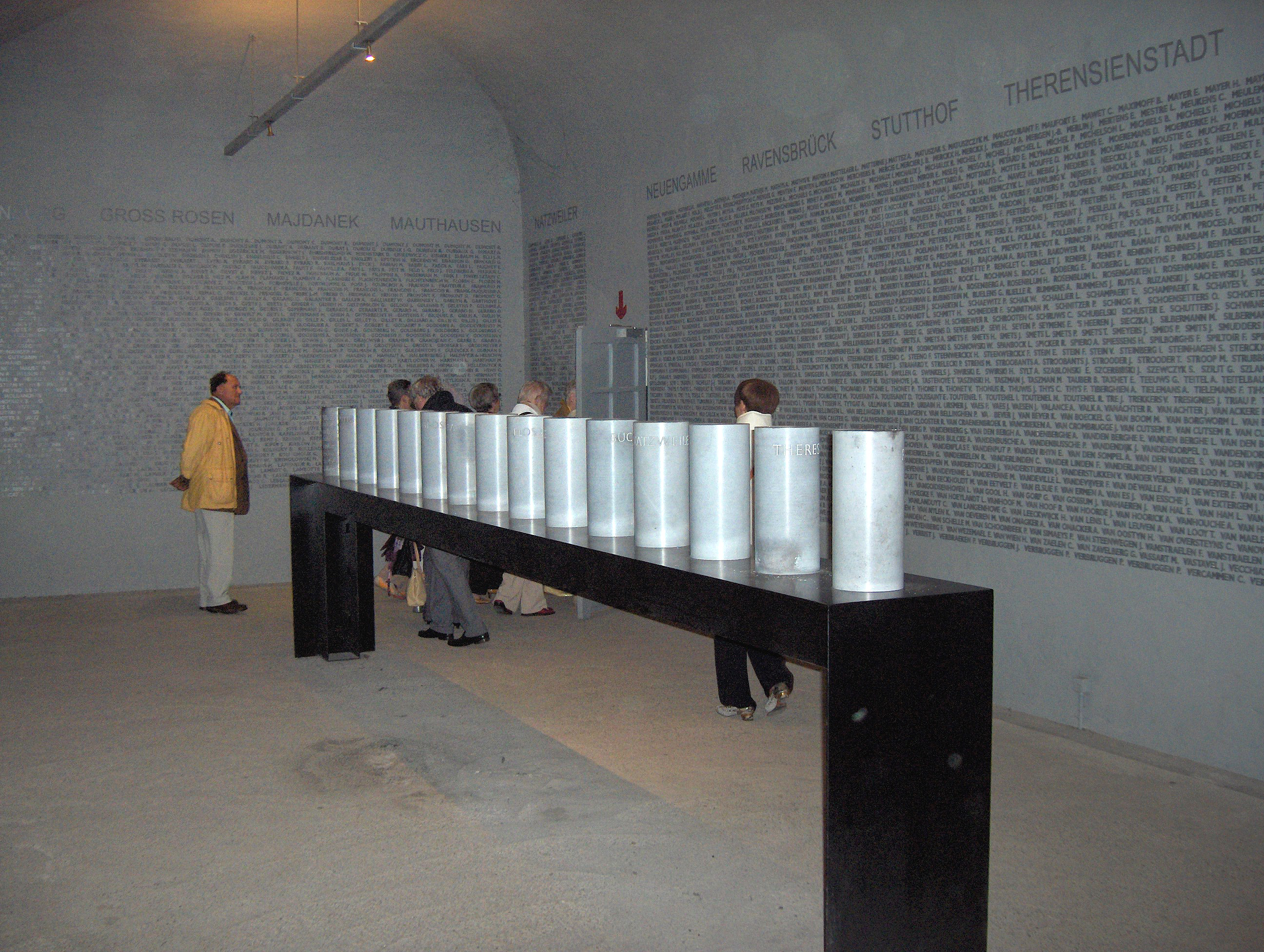
Kamer met de namen der gedeporteerden naar de concentratiekampen

- Gaston Dewit
- Louis Boeckmans
- Jacques Grippa
- Wilchar
- Jean Améry
- André Wynen
- Jacques Ochs
- Jef Van Extergem
- Paul Nothomb
- Léon Halkin
- Isidore Heyndels
- Julien Lahaut
- Robert Maistriau
- Martial Van Schelle
- Roger Coekelbergs

## Nationaal Gedenkteken Fort van Breendonk
In 1947 werd Fort Breendonk uitgeroepen tot nationaal monument, ter erkenning van het lijden en de wreedheid waaronder de gevangenen tijdens de Tweede Wereldoorlog hadden moeten lijden.
Lange tijd werd aangenomen dat er absoluut geen afbeeldingen van de gebeurtenissen in Breendonk tijdens de oorlog bestonden. Maar begin jaren zeventig van de vorige eeuw werd een aantal foto's van het kamp ontdekt in het bezit van de Nederlandse fotograaf Otto Spronk. Hij had duizenden foto's en films van het Derde Rijk verzameld als onderdeel van zijn werk voor het Studie- en Documentatiecentrum Oorlog en Hedendaagse Maatschappij (Cegesoma). De collectie bestond uit 37 afbeeldingen van het dagelijkse leven in het kamp, bekomen op een Duitse veiling in 1968. Ze werden oorspronkelijk door de Duitse fotograaf Otto Kropf gemaakt voor nazi-propagandadoeleinden, maar werden nooit gebruikt. Alle foto's zijn in wezen typische rooskleurige propagandafoto's. Geen van de dagelijkse wreedheden of verschrikkingen van het kamp wordt getoond. Maar ze zijn zowat het enige beschikbare referentiemateriaal. Verschillende gevangenen op de foto's wisten de oorlog te overleven en konden de anderen op de foto's en de omstandigheden waarin ze werden genomen, identificeren. Andere foto's worden getoond in het Gestapomuseum Topographie des Terrors in Berlijn.
In de loop van de jaren verminderde de belangstelling en het aantal bezoekers, wat samenging met de verwaarlozing van het memoriaal. Vanaf 2000 werd het, onder impuls van voorzitter Roger Coekelbergs, met de financiële steun van het Ministerie van Defensie en de inzet van minister André Flahaut, gerenoveerd volgens wetenschappelijke en museale hedendaagse normen.
Het fort is open voor het publiek. Er zijn kamers in authentieke staat gebleven en waarvan de muren onaangetast zijn. Verder zijn er isoleercellen en een folterkamer te bezichtigen. Er is tevens een executieplaats met gereconstrueerde executiepalen voor het vuurpeloton en een strop met een gedenkplaat.

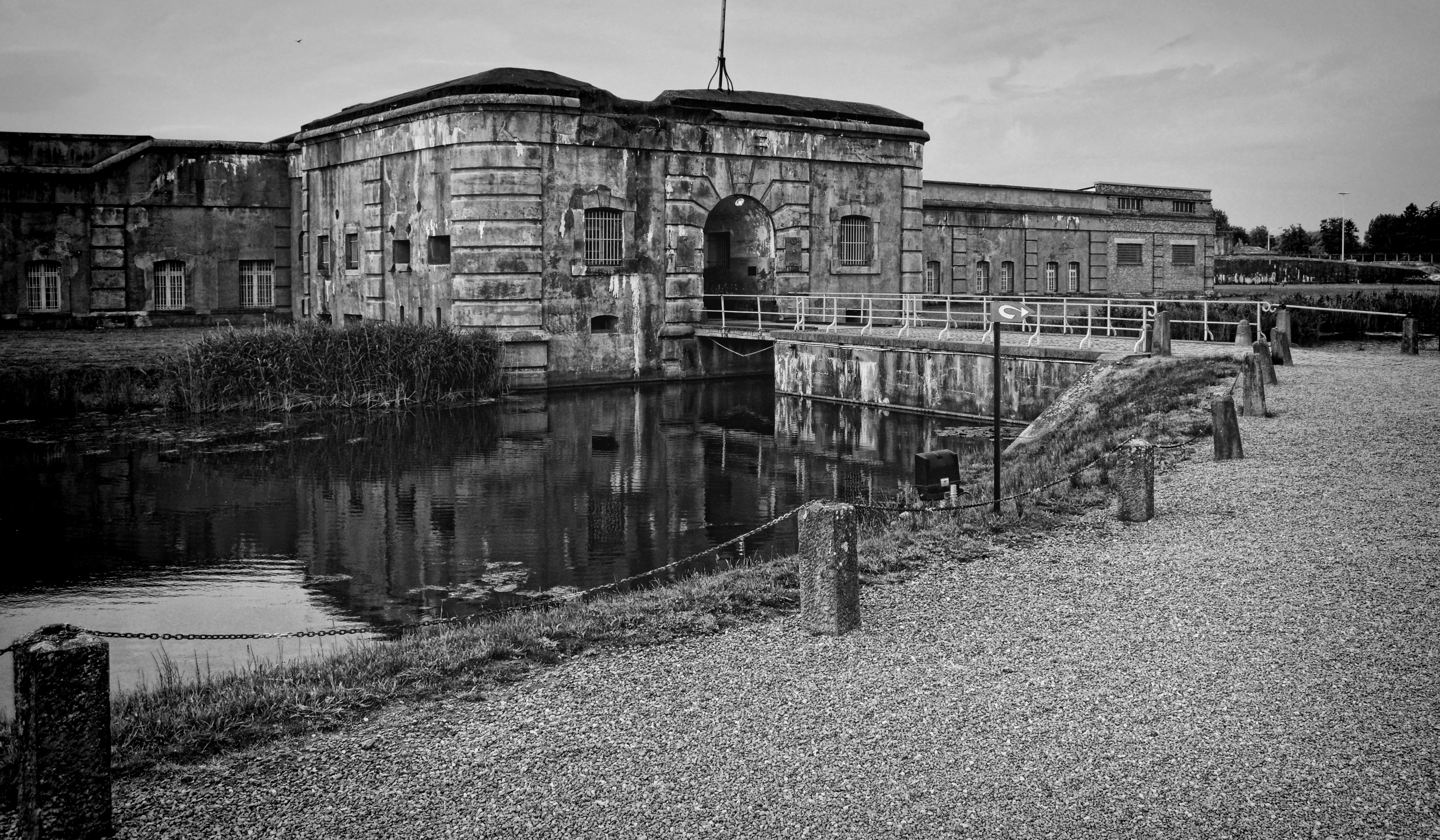
Ingang tot het fort
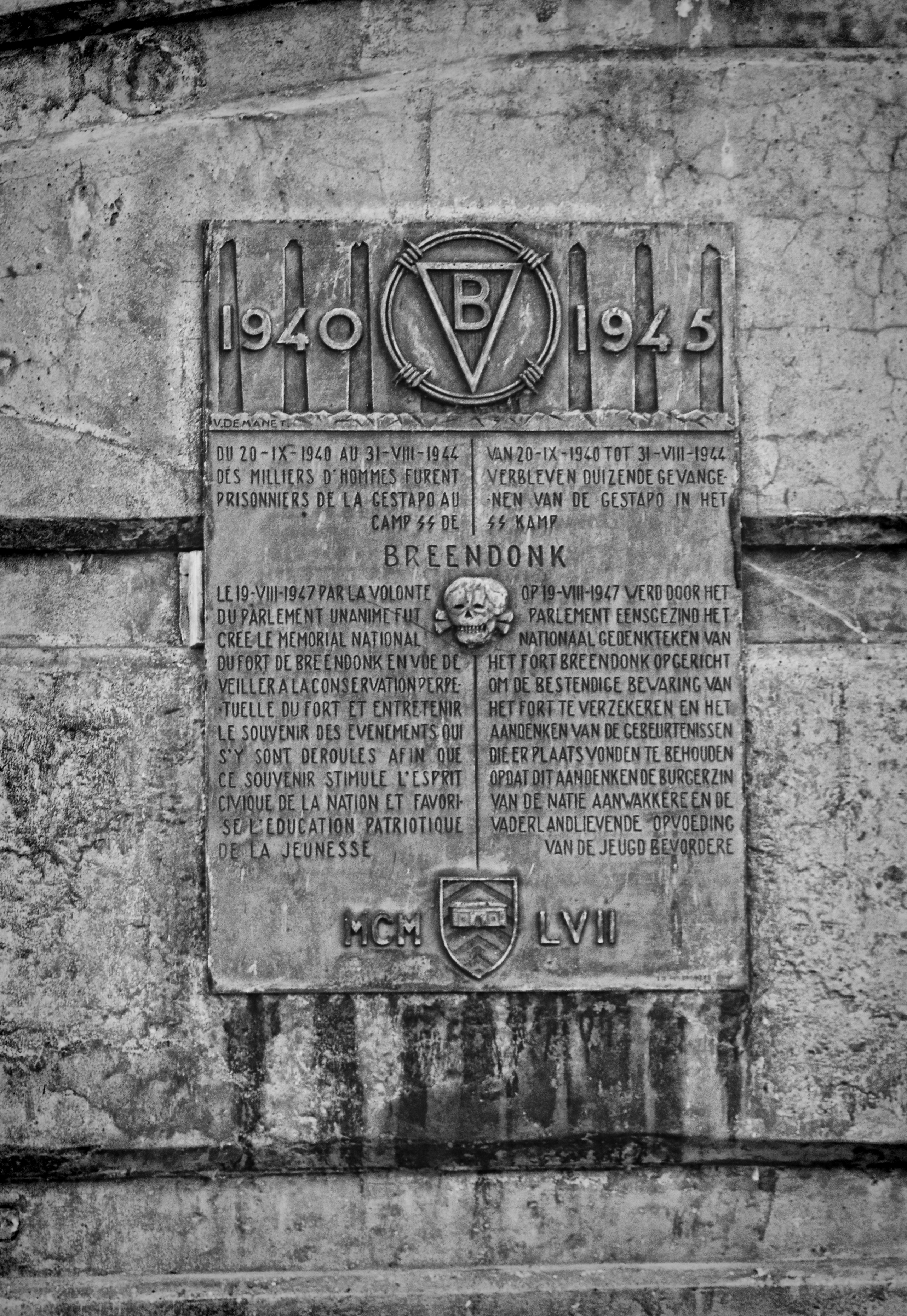
Herdenkingsplaat
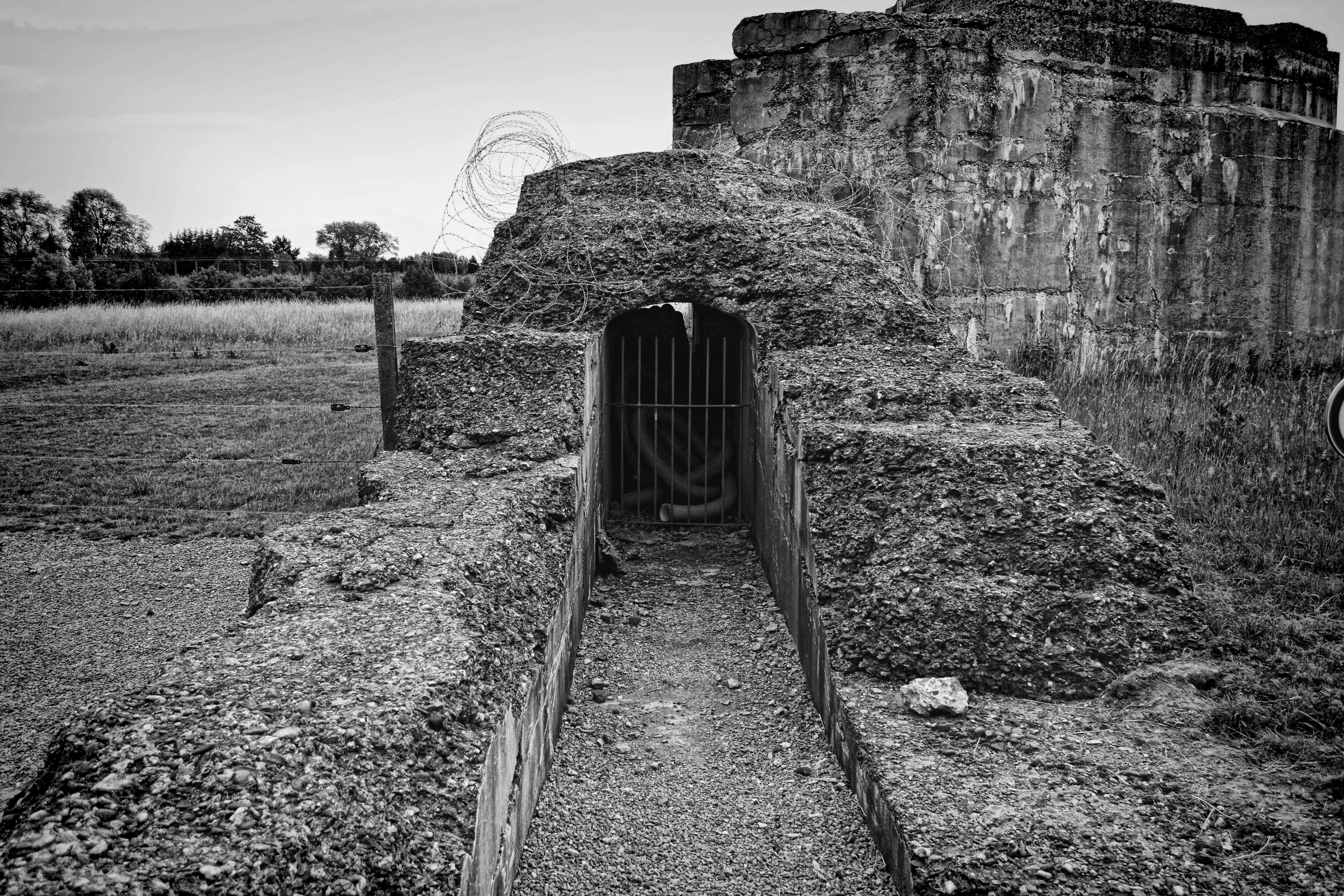
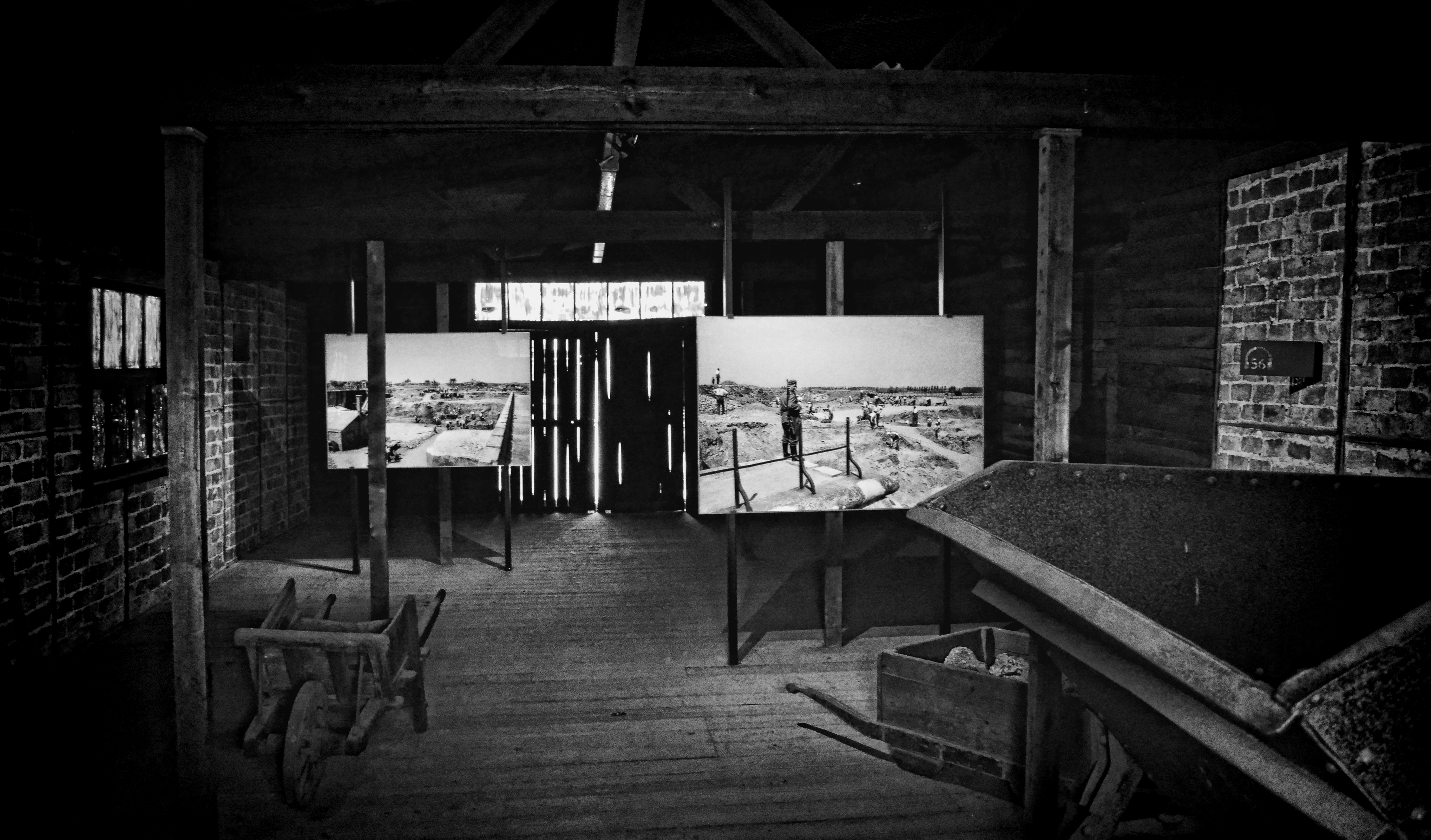
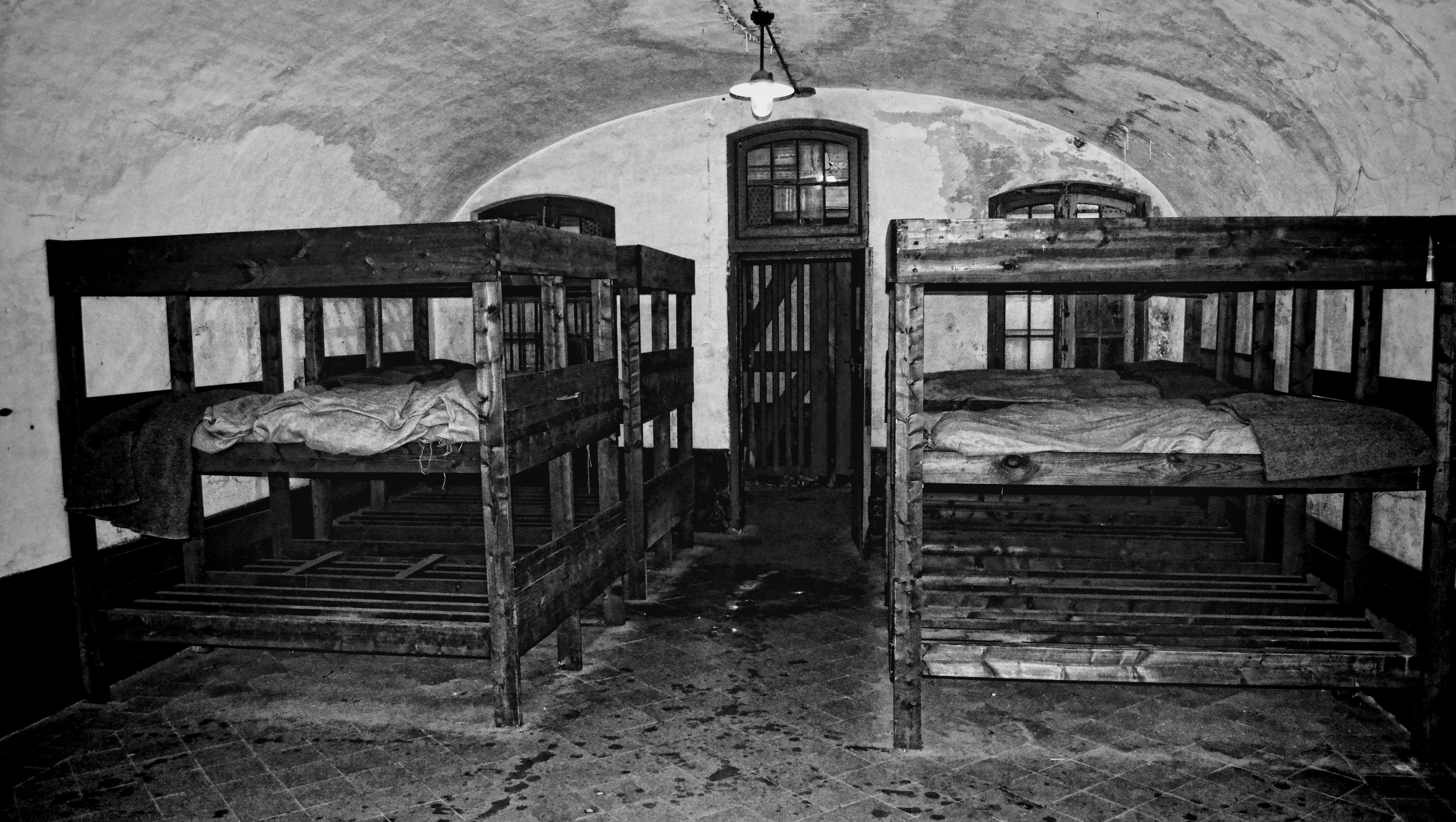
Stapelbedden in een kazemat
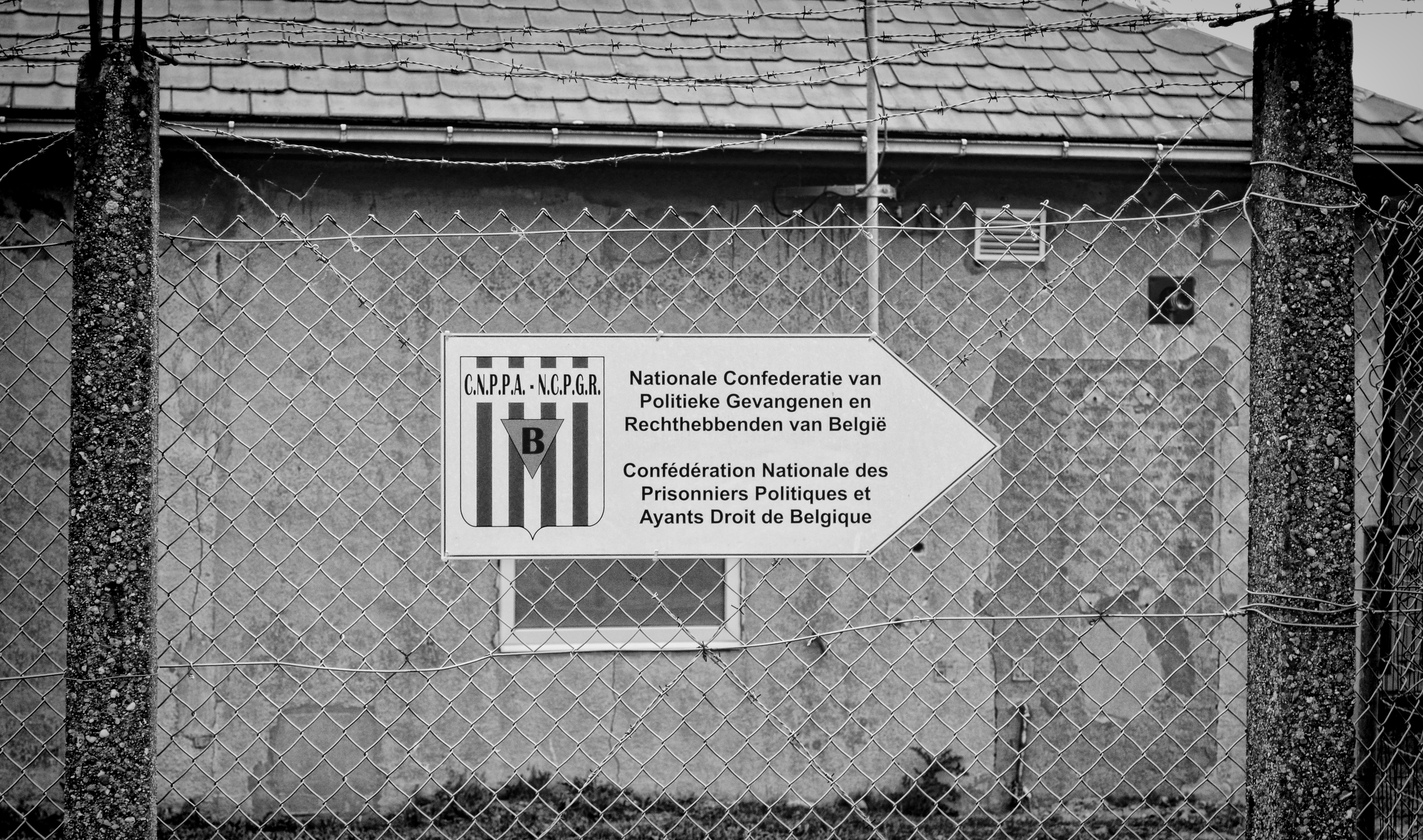
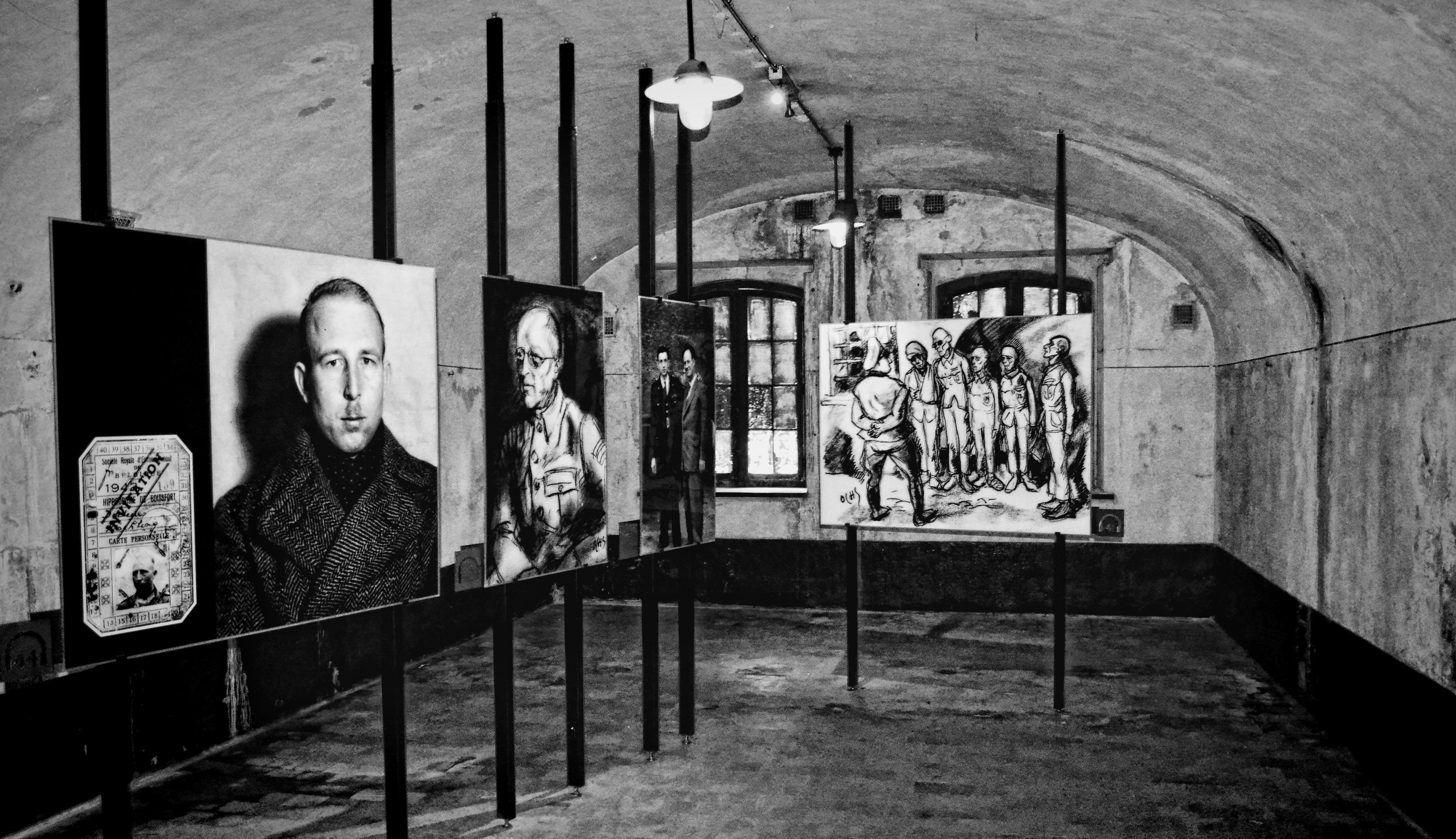
Tentoonstelling in een kazemat met een tekening van Jacques Ochs
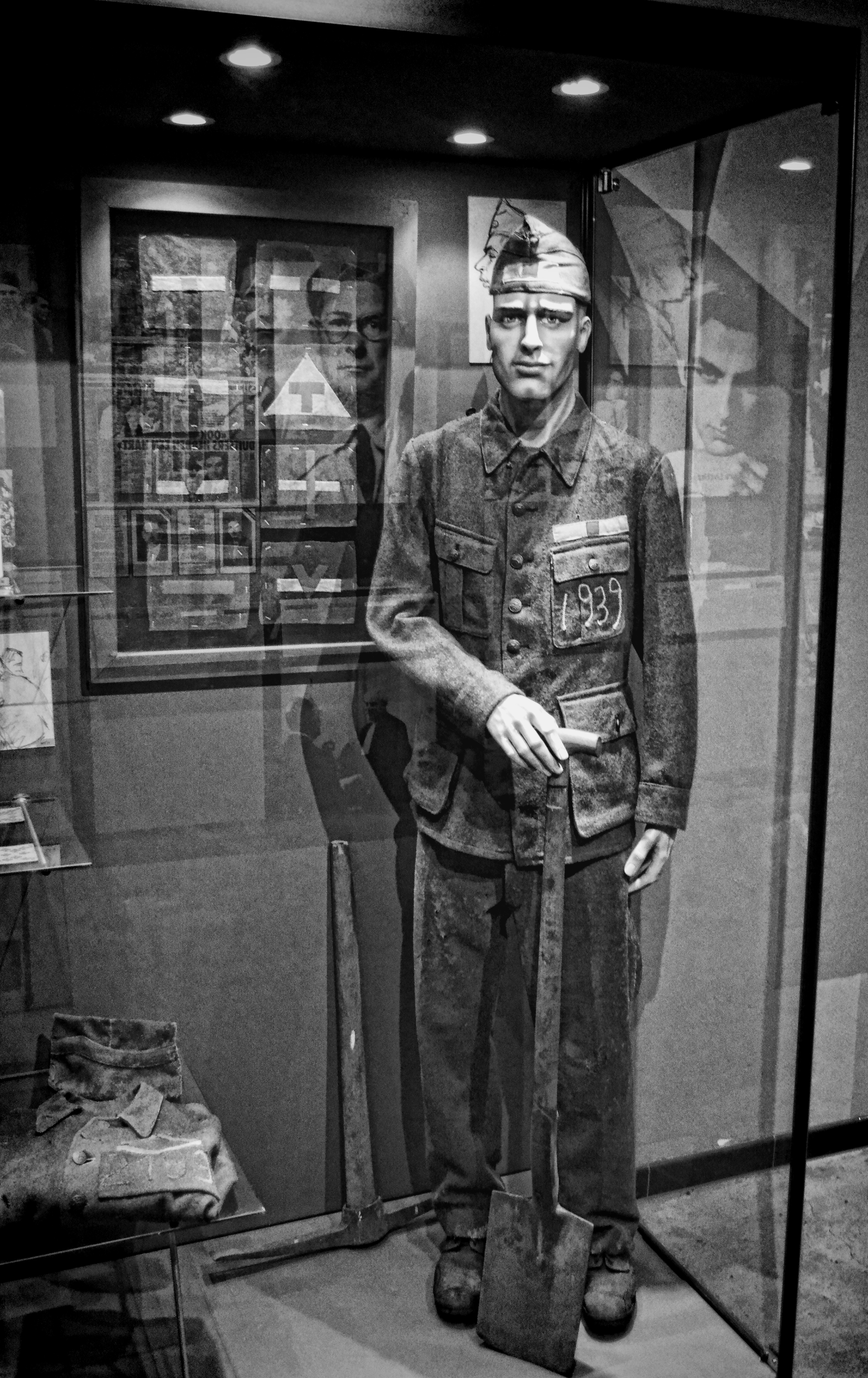
Gevangene in uniform
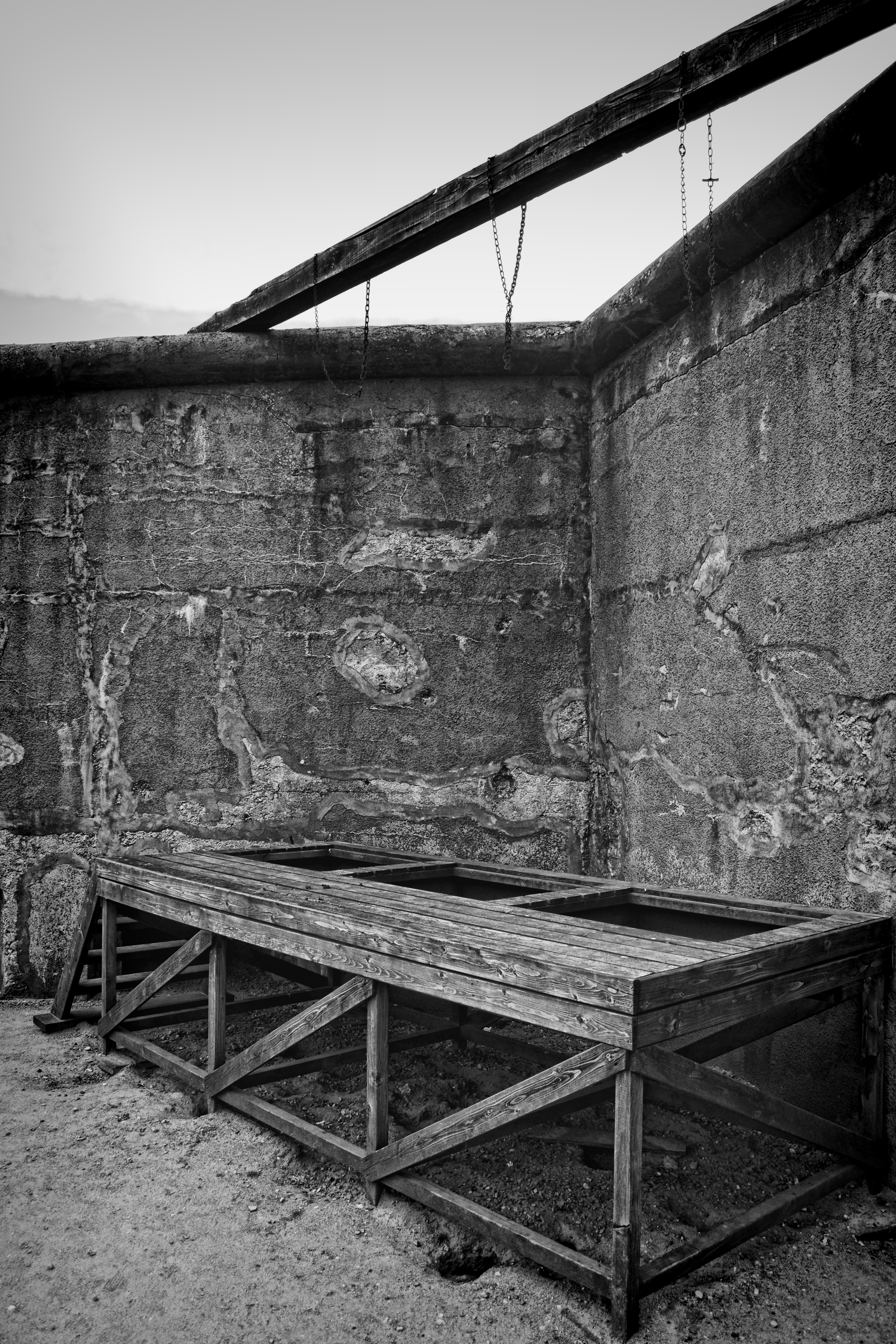
Galg (reconstructie)
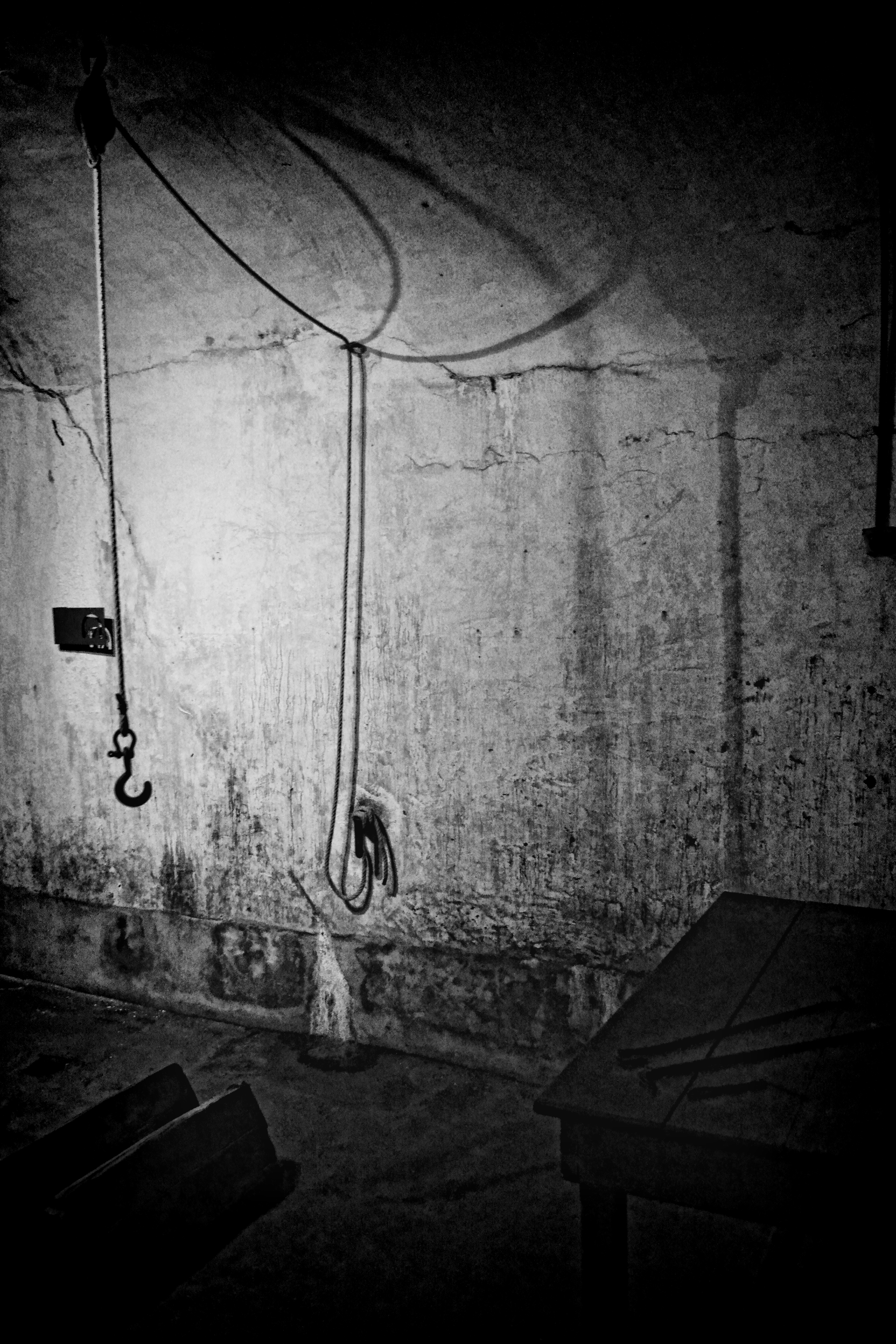
Folterkamer
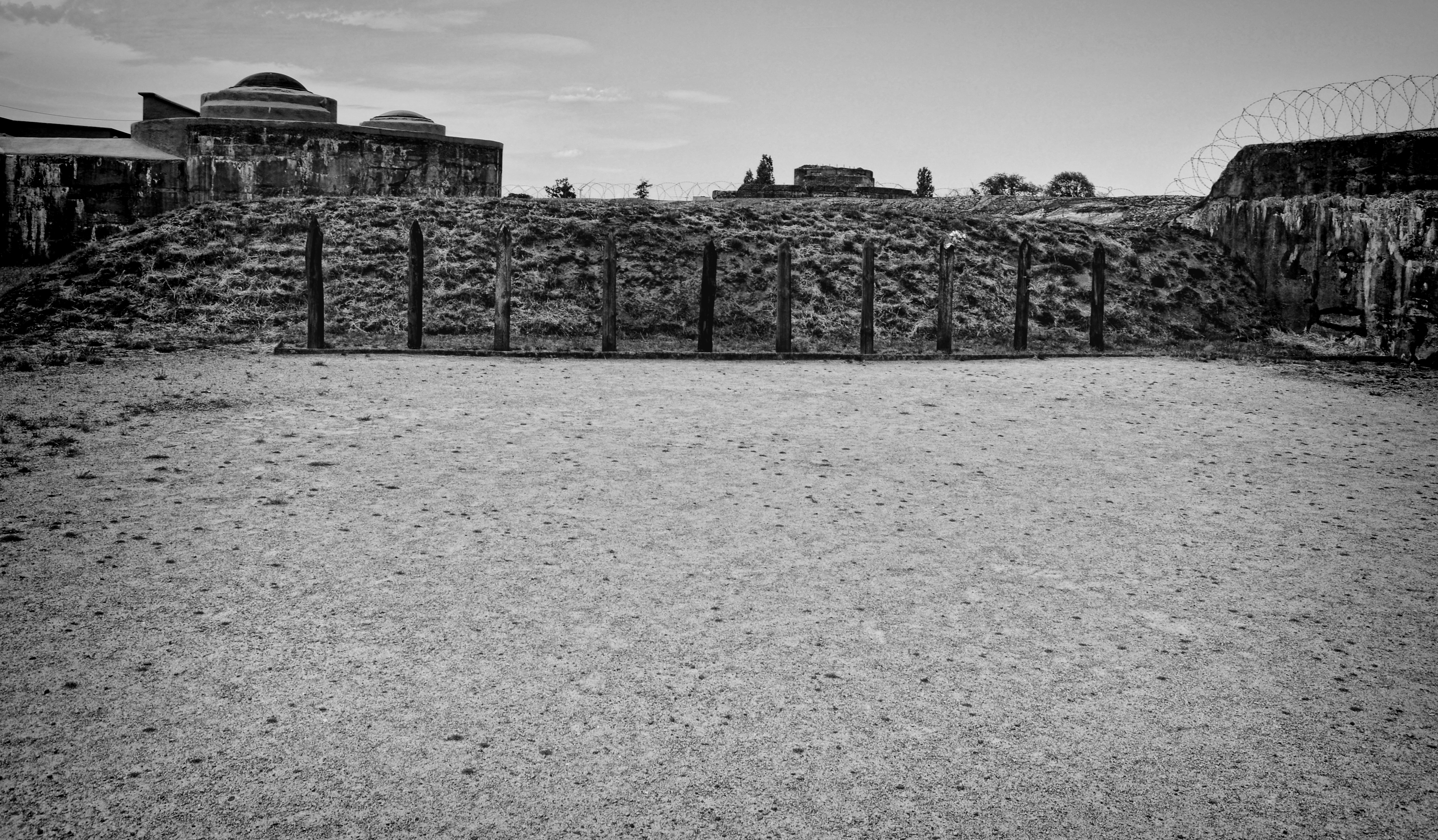
Executieplaats
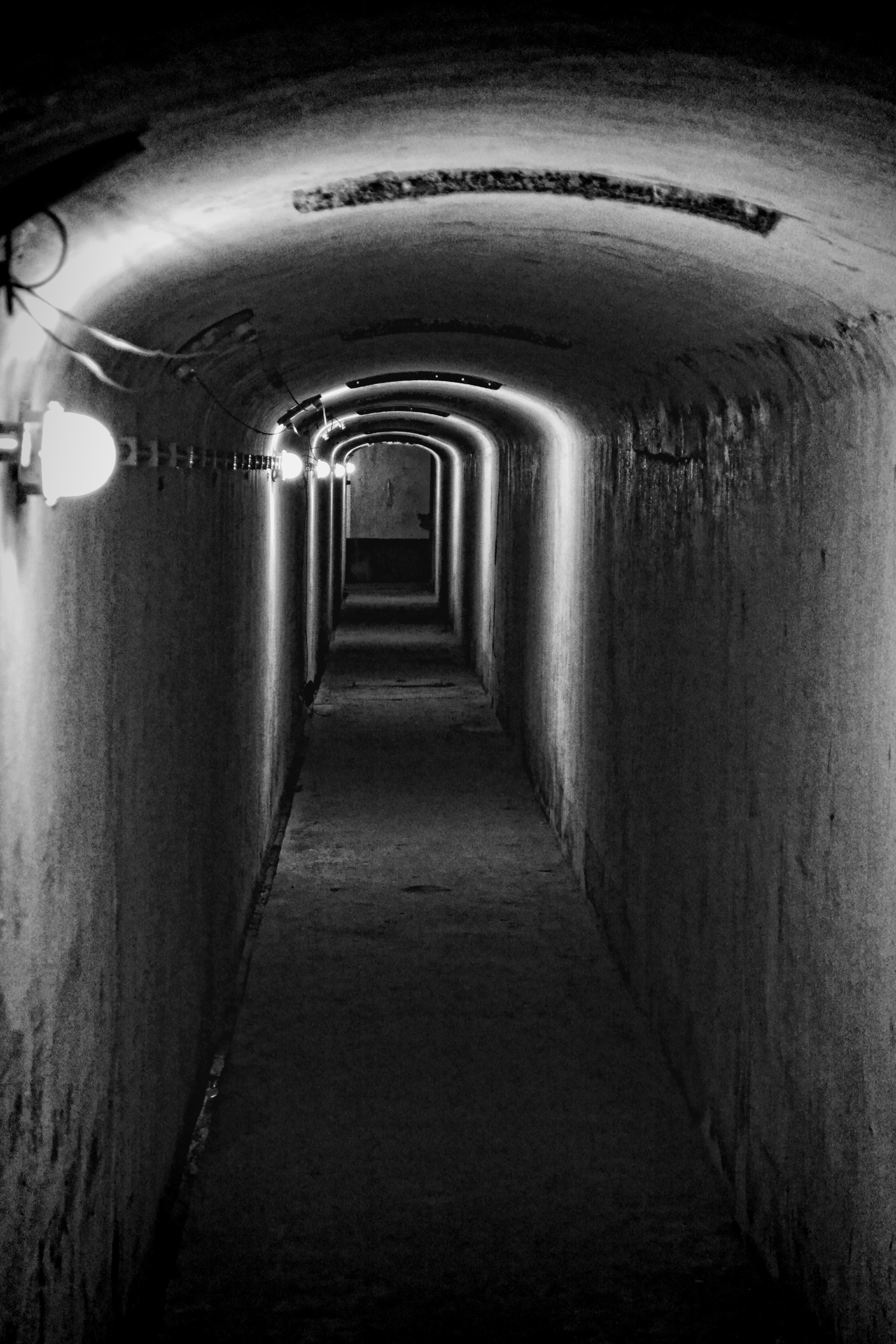
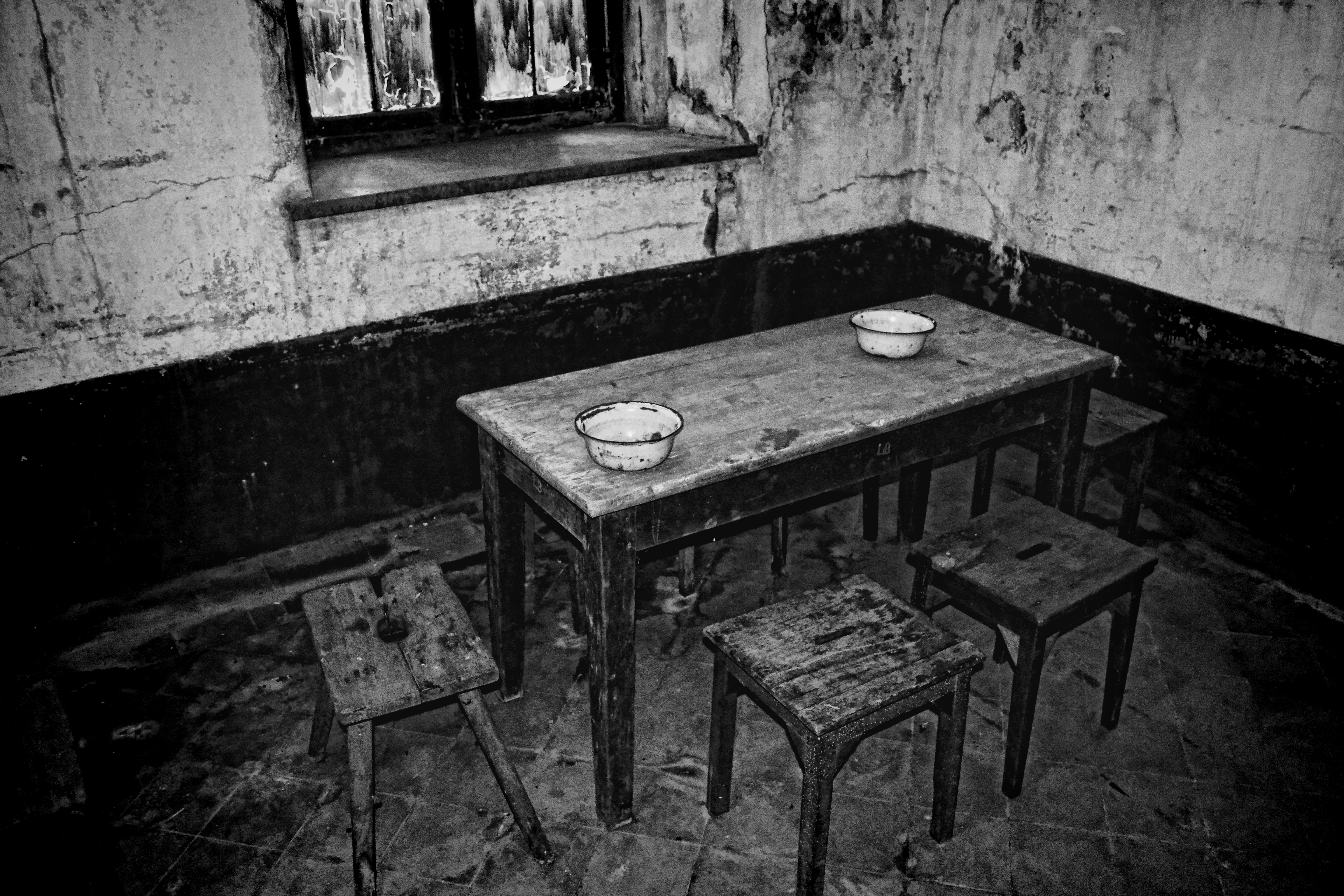
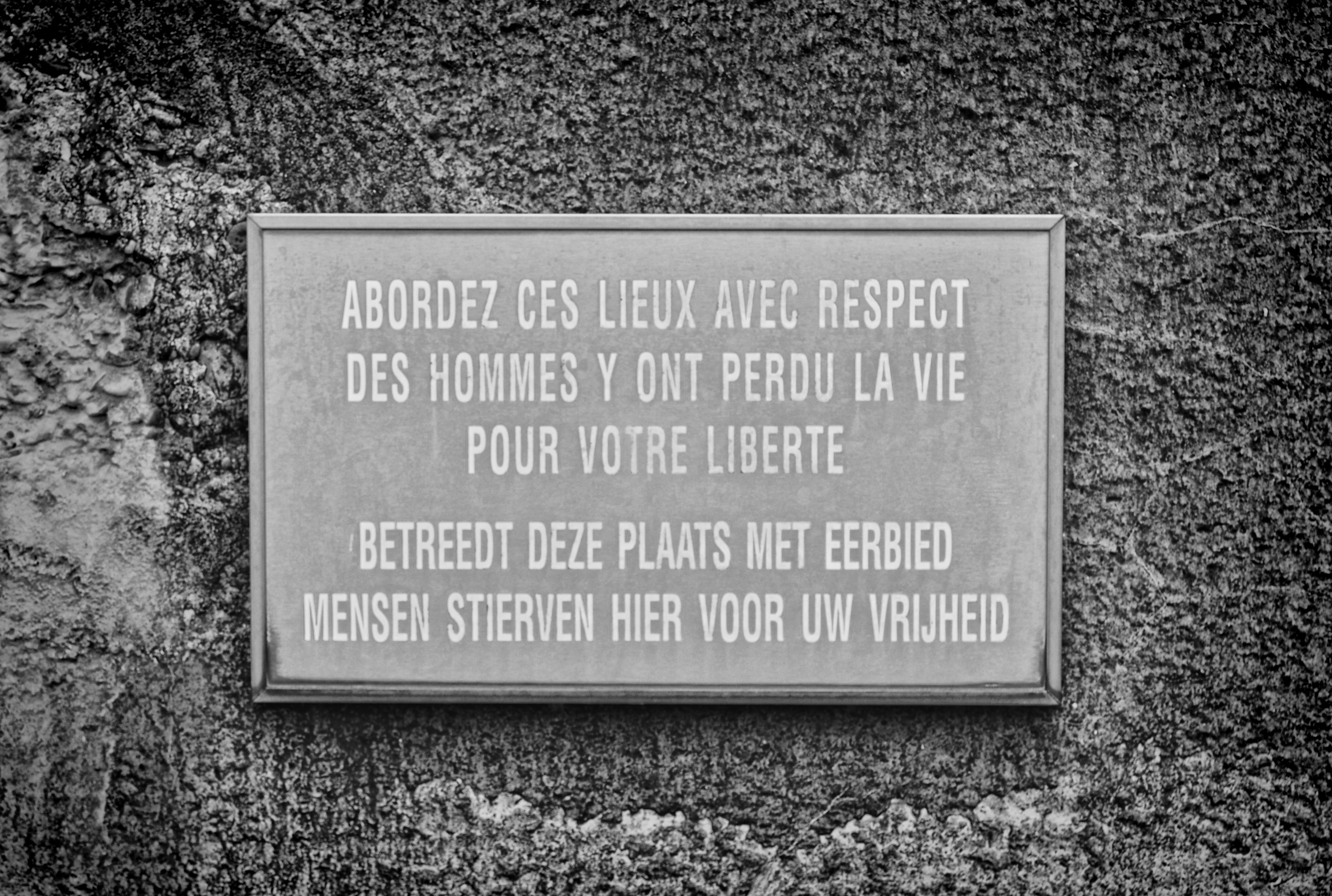
Kampleiding
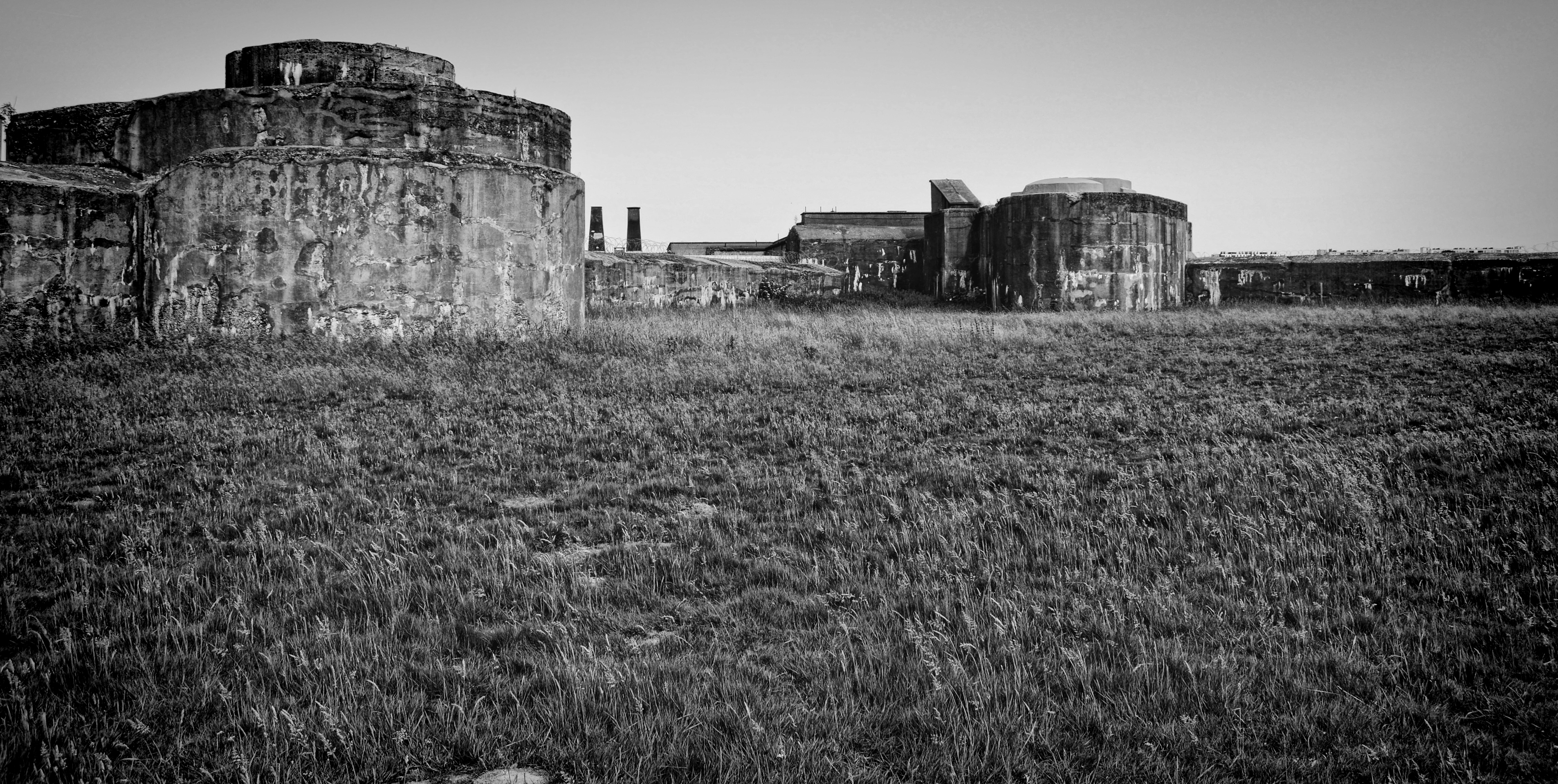
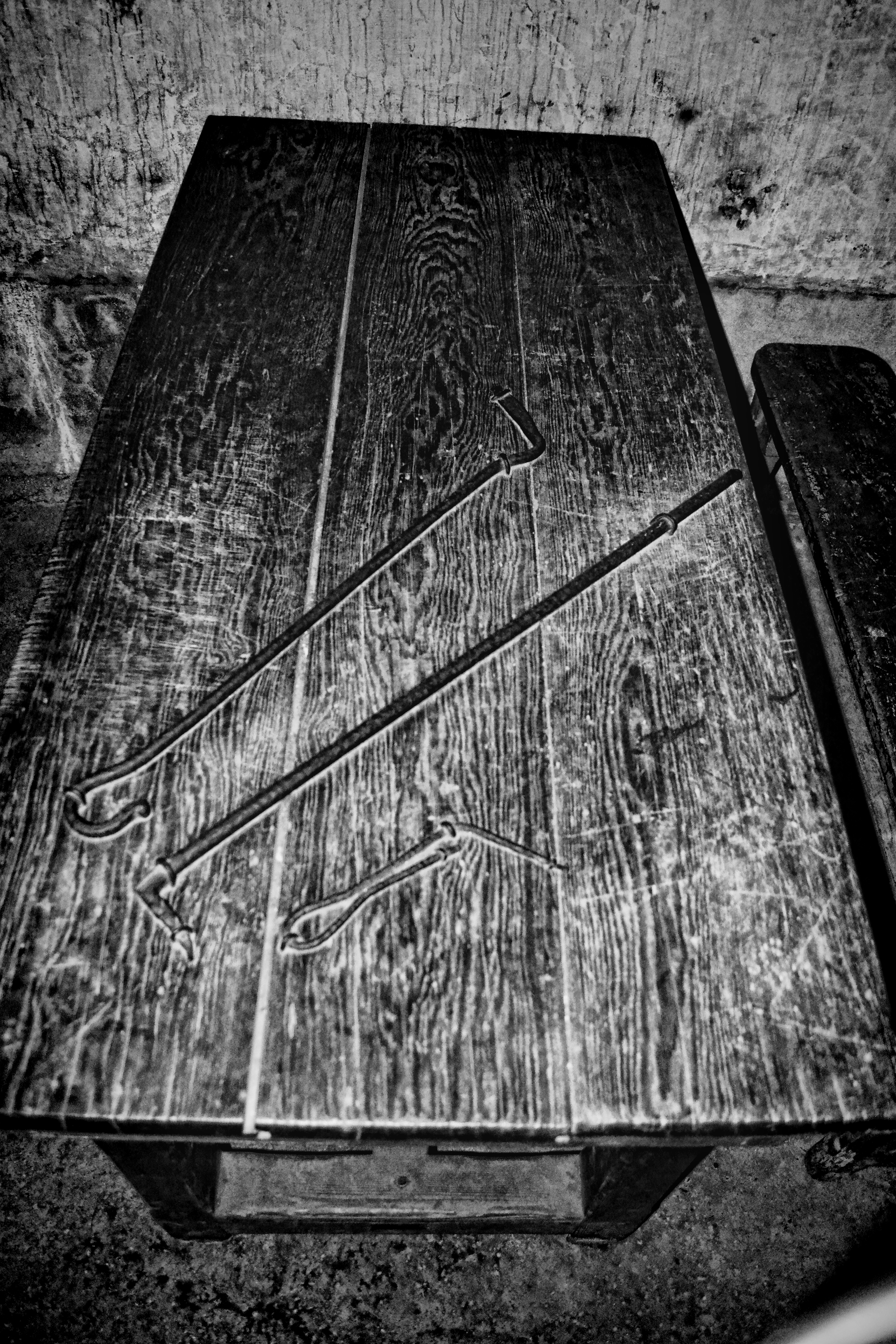
Folterkamer
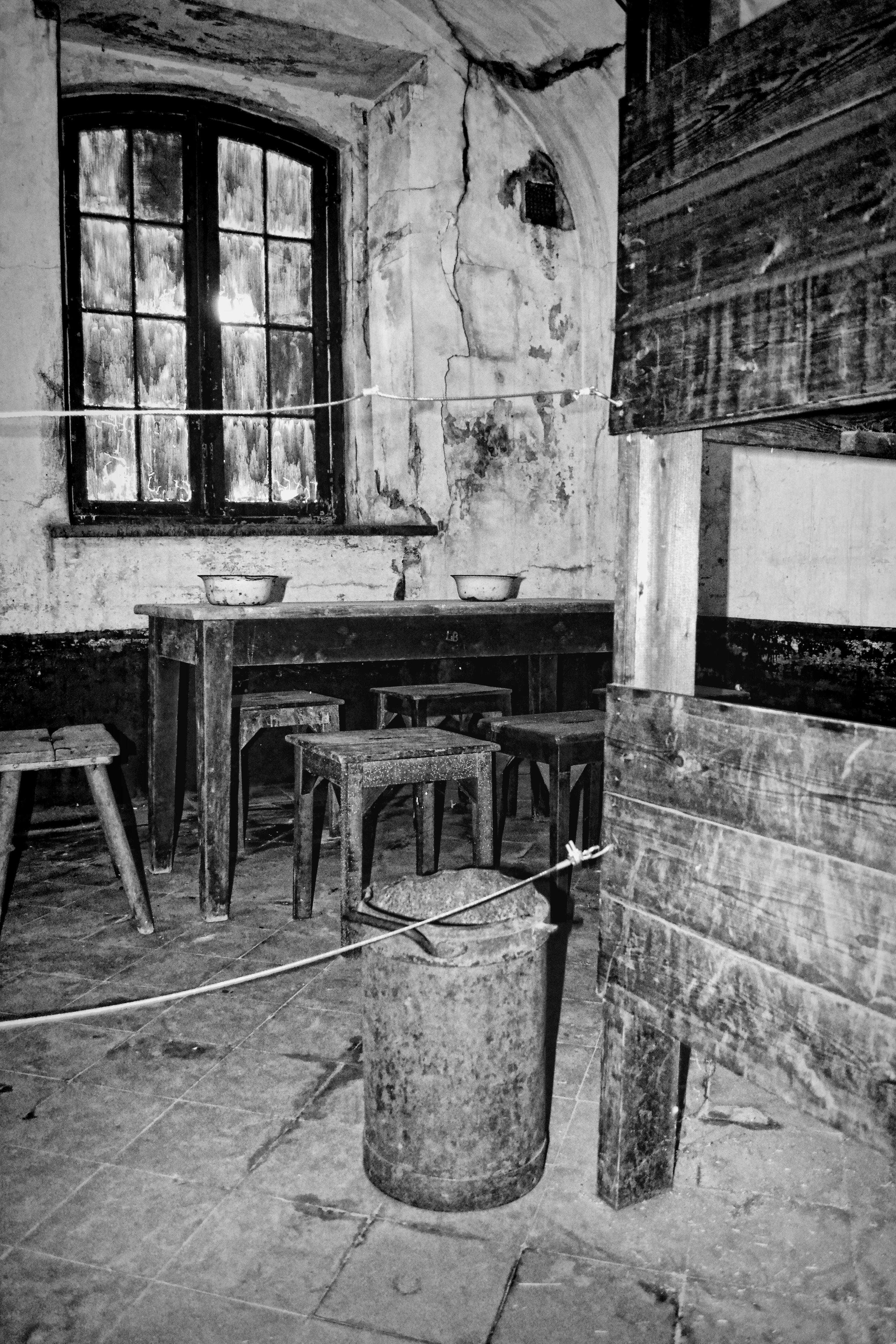
Eetplaats en WC-emmer in kazemat
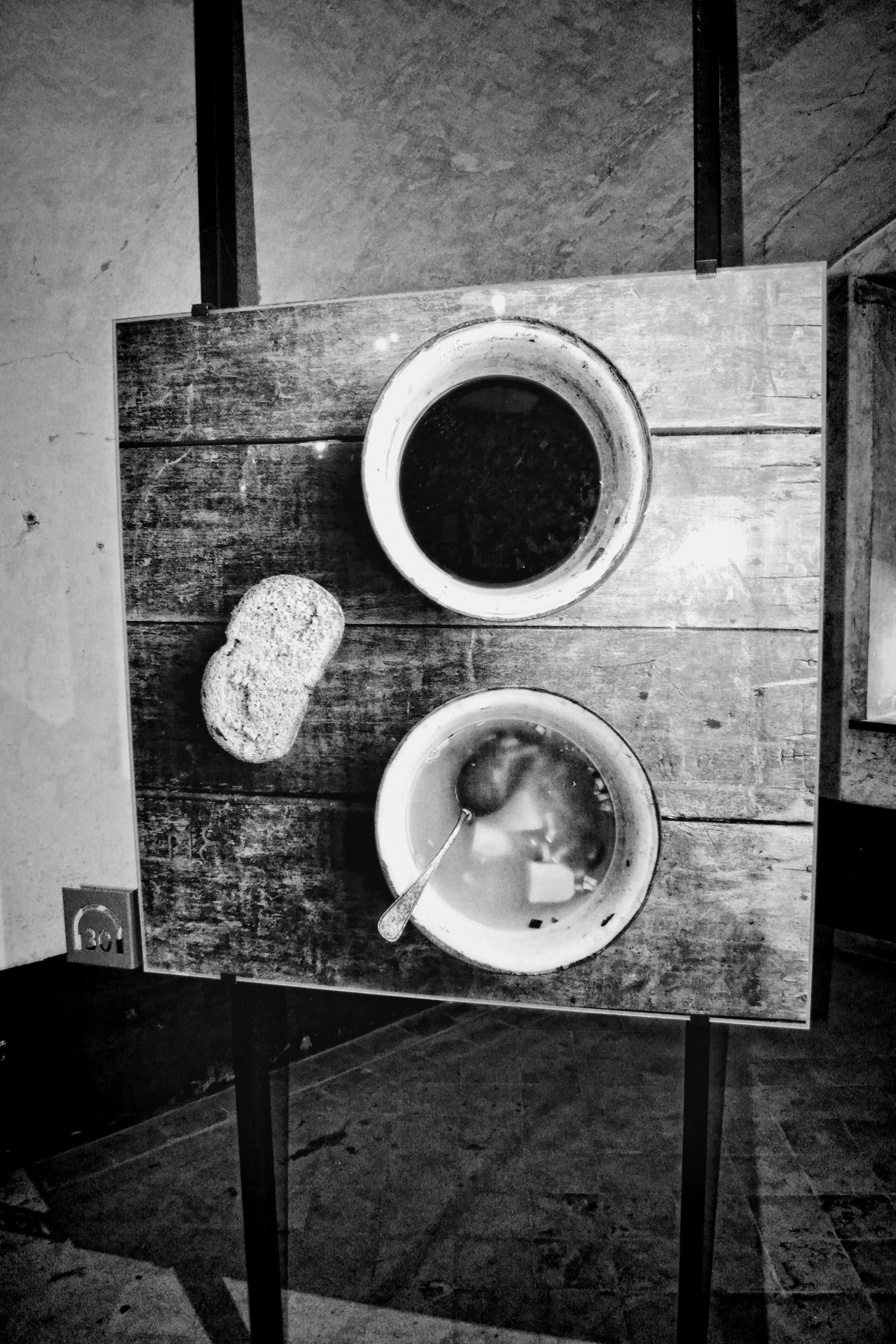
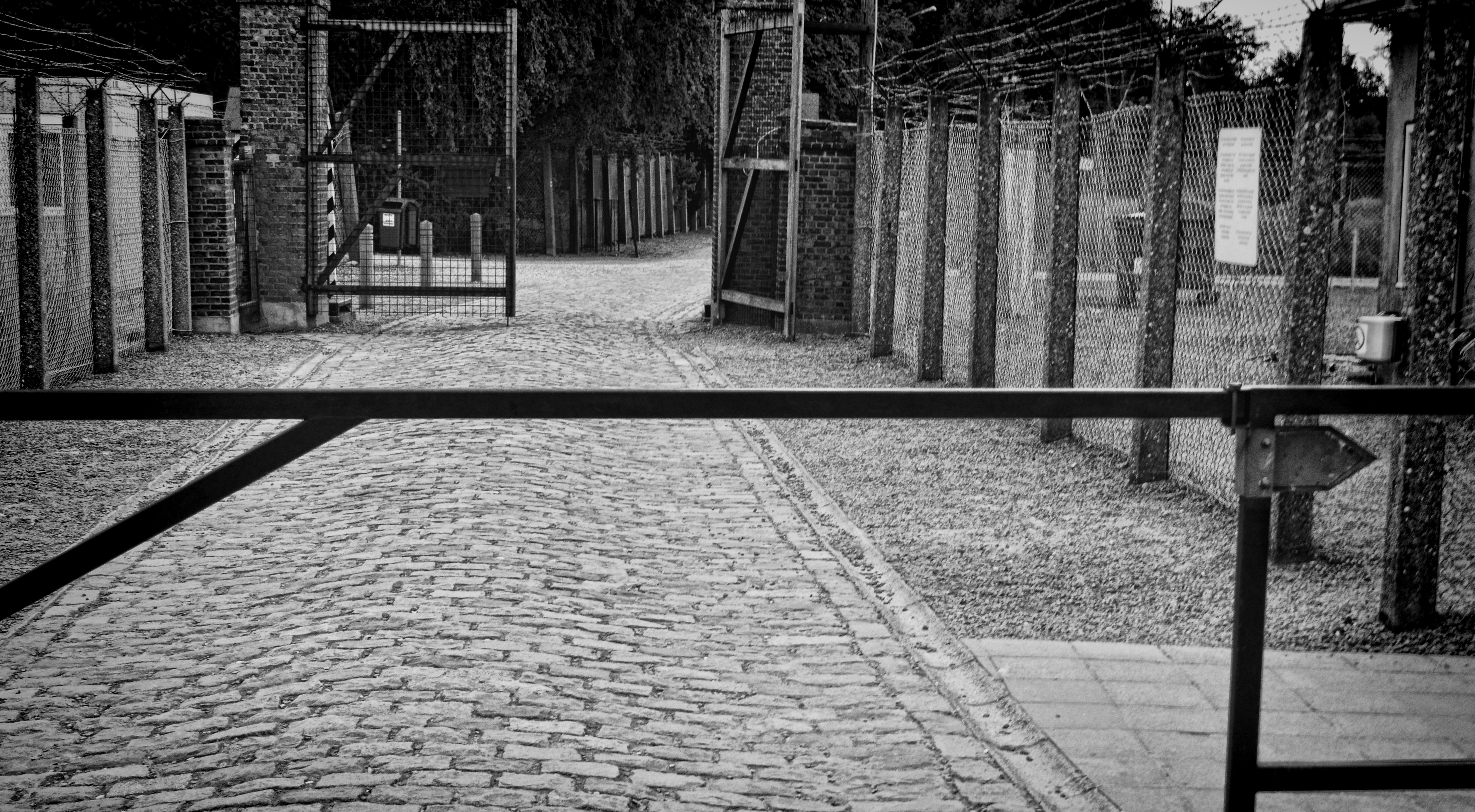
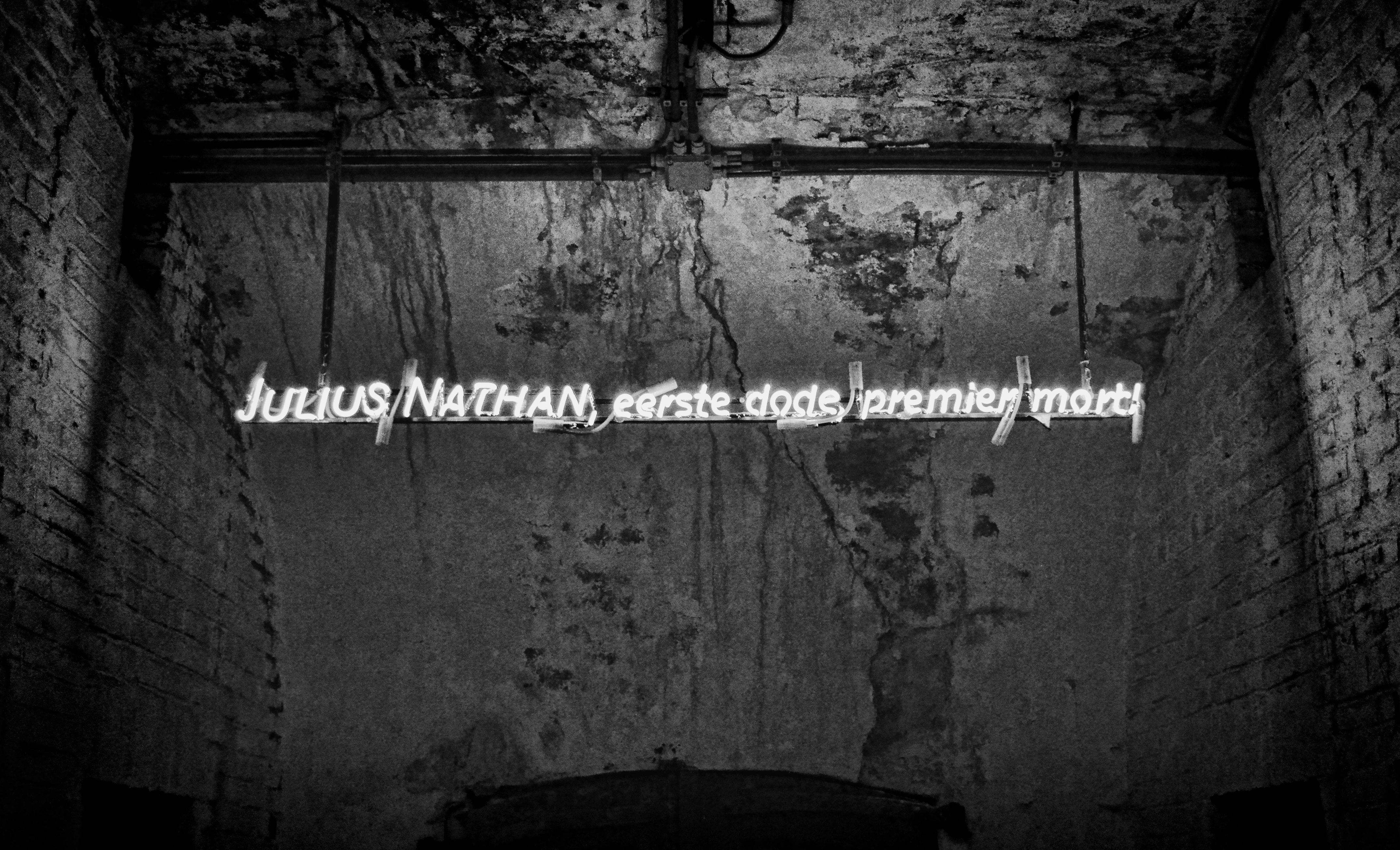

## Wetenswaardig
- De gemeente Breendonk is in 1977 opgegaan in Puurs en Willebroek. Het fort ligt sindsdien in Willebroek.
- De enige fotografische getuigenissen van de kampwerking in Breendonk zijn 37 negatieven uit een publireportage van Otto Kropf.
- Sinds 2017 valt het fort onder het beheer van het War Heritage Institute.[8]
- Op zondag 26 september 2021 werd een kunstwerk van beeldhouwer Tom Frantzen, met de naam ' Ode aan het Verzet', in het Kamp van Breendonk ingehuldigd.

### Algemeen
- Antoine Delfosse, Jacques Basyn en Pierre Graux. De oorlogsmisdaden bedreven onder de bezetting van België 1940-1945. Het folteringskamp Breendonk, Commissie voor Oorlogsmisdaden, Luik, 1949
- Jules Wolf, Le procès de Breendonk, 1973.
- Jos Vander Velpen, En wat deed mijn eigen volk? Breendonk, een kroniek, 2003, ISBN 9789064453052.
- Patrick Nefors,Breendonk, 1940-1945. De Geschiedenis, 2004, ISBN 9789002214387.
- Claire Pahaut en Fabrice Maerten. Le fort de Breendonk. Le camp de la terreur nazie en Belgique pendant la Seconde Guerre mondiale: démocratie ou barbarie, 2006, ISBN 2873864605.
- Carl Ceulemans en Jean-Michel Sterkendries (eds.). Het fort van Breendonk. Over oorlog, mensenrechten, herinnering, Garant, Antwerpen, 2011.
- Mark Van den Wijngaert, Dimitri Roden en Tine Jorissen. Auffanglager Breendonk 1940-1944. De Gevangenen van Breendonk. Gedenkboek - Les Prisonniers de Breendonk. Livre-Mémorial, 2012, ISBN 9090269509.
- James Deem, De gevangenen van Breendonk, 2015, ISBN 9492159260.
- Ludo Van Eck en Sis van Eeckhout, Het boek der kampen, 2015, ISBN 9789022330784.
- Mark Van den Wijngaert e.a., Beulen van Breendonk. Schuld en boete, 2019, ISBN 9789059089792.
- Jos Vander Velpen, Breendonk, Kroniek van een vergeten kamp, Uitgeverij EPO, 2020, ISBN 9789462672406

### Getuigenissen (selectie)
- Frans Fischer, De Hel van Breendonk, 1944.
- Victor Trido, Breendonk. Het kamp van den sluipenden dood, Antwerpen, Uitgeverij J.Dupuis zonen & Co, 1944.
- Uit het zwartboek der zwarten, Tilburg, 1945.
- Edgar Marbaix, Breendonk de dood, 1944.
- Léon Halkin, (hoogleraar geschiedenis aan de Universiteit van Luik) In de schaduw van de dood, 1965 (oorspr. A l'ombre de la mort, 1945).
- Georges Hebbelinck. De trein reed door het dal, De Arbeiderspers, 1962 (roman).
- Claus Schermsakse, Het boek der schande, Erpe, 1999.
- Jean Améry, Schuld en boete voorbij. Verwerking van een onverwerkt verleden, 2000.

## Voetnoten
1. ↑  De betrokkenheid van Müller die tot de Wehrmacht behoorde, wordt in twijfel getrokken.
2. ↑  Ook is een geval bekend waarbij een lading nieuwelingen onthaald werd door twee rijen Wehrmachtsoldaten en spitsroeden liepen onder de kolfslagen of de schoppen van de soldaten. Dit detachement werd teruggetrokken in 1944. Hoewel vele soldaten een kwalijke reputatie hadden werden ze na de oorlog met rust gelaten.
3. ↑  anoniem (Paul Lévy ?). "Het fort van Breendonk. Een getuige" Breendonk, Raad beheer Nationaal Gedenkteken, 1961, 1e, ingenaaid, 127p
4. ↑  Orth, Karin - Das System der nationalsozialistischen Konzentrationslager; Hamburg, 1999 ISBN 978-3-926277-14-5
5. ↑  Volgens verklaringen na de oorlog van de kampcommandant Schmitt; archief van het krijgsauditoraat in Brussel
6. ↑  Rubens, Cyril (11 april 2024). Breendonk 11 april 1944: 24 executies wegens Feindbegünstiging. Het Genootschap voor de Studie van de Tweede Wereldoorlog in Limburg. ISBN 9789492771766.
7. ↑  DE PROCESSEN TEGEN DE BEULEN VAN BREENDONK, Breendonk Memorial. Gearchiveerd op 28 december 2017. Geraadpleegd op 27 december 2017.
8. ↑  Kamer keurt oprichting War Heritage Museum goed, Knack, 27 april 2017. Gearchiveerd op 14 juni 2021.

Alfabetisch op naam.  Indien een kamp meerdere rollen had, staat het in de "hoogste" groep.
Zie ook: Lijst van naziconcentratiekampen · Jappenkampen in Nederlands-Indië · Lijst van jappenkampen